# Les petits livres d'or
 (décembre 2013).
Si vous disposez d'ouvrages ou d'articles de référence ou si vous connaissez des sites web de qualité traitant du thème abordé ici, merci de compléter l'article en donnant les références utiles à sa vérifiabilité et en les liant à la section « Notes et références ».
La collection de livres pour enfants Un petit livre d'or est une collection populaire française des années 1950, éditée à partir de 1949 par les Éditions Cocorico, qui prennent le nom d'édition des Deux coqs d'or à compter du 21 juin 1957.
Les petits livres d'or est une déclinaison française de la célèbre collection américaine Little Golden Books créée en 1942 par le Français Georges Duplaix.
À partir de 1959, certains titres des premières années sont republiés, avec un nouveau numéro et une pagination réduite. Dès 1954, certains albums de la collection sont repris, avec une pagination réduite et une couverture souple, dans la collection Un petit livre d'argent.

## Genèse
Pendant la quatrième République française, le baby boom qui suit la Seconde Guerre mondiale donne lieu à un véritable boum de littérature jeunesse. La croissance de publication d'albums et bandes dessinées pour les jeunes obligea le gouvernement Français a introduire la Loi du 16 juillet 1949 dans le but d'encadrer toutes nouvelles parutions d'ouvrages vers ce public. Le crime de la démoralisation de la jeunesse fut introduit dans cette loi afin de restreindre la liberté d'expression, l'enfermant entre la censure et l'auto-censure, plus particulièrement de 1950 à 1974.
En parallèle, de l'autre côté de l'Océan Atlantique, un système de propagande culturelle contre le péril communiste est mis en place par le gouvernement Américain. C'est dans ce paysage socioculturel particulier que va prendre forme la déclinaison française de la collection pour enfants Little Golden Books, projet éditorial de Georges Duplaix, un Français émigré aux États-Unis au début des années 1940 qui va permettre à ce succès fulgurant de se propager en France.
La maison des Éditions Cocorico, composée des proches de la famille Flammarion, publie sous la direction de Georges Duplaix, une centaine d'albums entre 1949 et 1955 qui, de par leur nature américaine, vont susciter une certaine réserve parmi les critiques établis à l'époque. Cependant, Les Petits Livres d'Or s'installent brillamment dans le marché éditorial jeunesse grâce à la qualité graphique et matérielle des ouvrages.
Dans son œuvre Les petits livres d'or : Des albums pour enfants dans la France de la guerre froide (Iconotext, 2016), Cécile Boulaire, professeur à l'université François-Rabelais de Tours spécialisée en littérature jeunesse, met l'accent sur la « manière dont ces livres furent traduits, financés, distribués et reçus », étant donné les relations ambiguës entre Duplaix et la CIA.

## Liste des titres parus
| Numéro | Titre                                                 | Année | Illustrateur                                             | Auteur                                                     | (T)raduction, (A)daptation                                  |
| ------ | ----------------------------------------------------- | ----- | -------------------------------------------------------- | ---------------------------------------------------------- | ----------------------------------------------------------- |
| 1      | Notre ami chien                                       | 1949  | Feodor Rojankovsky                                       | Elsa-Ruth Nast                                             |                                                             |
| 2      | Les Sept Atchoums                                     | 1949  | Tibor Gergely                                            | Olga Cabral                                                |                                                             |
| 3      | Pain d'épices                                         | 1949  | Aurelius Battaglia                                       | Aurelius Battaglia                                         |                                                             |
| 4      | Le Petit Pioui chien de cirque                        | 1949  | John Parr Miller                                         | Dorothy Kunhardt                                           |                                                             |
| 5      | Pouf-Patapouf l'éléphant                              | 1949  | Gustaf Tenggren                                          | Katherine et Byron Jackson                                 |                                                             |
| 6      | Le Père Noé et sa famille                             | 1949  | Alice et Martin Provensen                                | Jane Werner Watson                                         |                                                             |
| 7      | Les Trois Ours                                        | 1949  | Feodor Rojankovsky                                       | Amélina                                                    |                                                             |
| 8      | Minou le chaton                                       | 1949  | Alice et Martin Provensen                                | Katherine et Byron Jackson                                 |                                                             |
| 9      | Le Caneton vagabond                                   | 1949  | Alice et Martin Provensen                                | Jane Werner Watson                                         |                                                             |
| 10     | Le Petit Chat timide                                  | 1949  | Gustaf Tenggren                                          | Cathleen Schurr                                            |                                                             |
| 11     | La Basse-cour en fête                                 | 1949  | Tibor Gergely                                            | Annie North Bedford                                        |                                                             |
| 12     | Le Joyeux Chauffeur de camion                         | 1949  | Tibor Gergely                                            | Myriam                                                     |                                                             |
| 13     | Couac le canard et ses amis                           | 1949  | Richard Scarry                                           | Katherine et Byron Jackson                                 |                                                             |
| 14     | Les Chatons barbouilleurs                             | 1950  | Alice et Martin Provensen                                | Margaret Wise Brown                                        |                                                             |
| 15     | Le Petit Trappeur                                     | 1950  | Gustaf Tenggren                                          | Katherine Jackson                                          |                                                             |
| 16     | Gaston et Joséphine                                   | 1950  | Feodor Rojankovsky                                       | Georges Duplaix                                            |                                                             |
| 17     | La Maison de bébé                                     | 1950  | Mary Blair                                               | Gelolo Mc Hugh                                             |                                                             |
| 18     | Sambo, le petit nègre                                 | 1950  | Gustaf Tenggren                                          | Helen Bannerman                                            |                                                             |
| 19     | Sais-tu qui je suis ? Un livre devinette              | 1950  | Cornelius Dewitt                                         | Ruth Leon                                                  |                                                             |
| 20     | Yip-Yip, chien de garde                               | 1950  | Tibor Gergely                                            | Katherine et Byron Jackson                                 |                                                             |
| 21     | Comment appeler Minet                                 | 1950  | Feodor Rojankovsky                                       | Phyllis Mc Ginley                                          |                                                             |
| 22     | Le Petit Lapin turbulent                              | 1950  | Gustaf Tenggren                                          | Ariane                                                     | Aimé Gabillon (T)                                           |
| 23     | Cinq petits pompiers                                  | 1950  | Tibor Gergely                                            | Margaret Wise Brown, Edith Thacher Hurd                    |                                                             |
| 24     | L'Ours brun                                           | 1950  | Gustaf Tenggren                                          | Georges Duplaix                                            |                                                             |
| 25     | Pierrot et ses avions                                 | 1950  | Tibor Gergely                                            | Hélène Palmer                                              | Aimé Gabillon (T)                                           |
| 26     | Histoire de l'enfant Jésus                            | 1950  | Steffie Lerch                                            | Béatrice Alexander                                         |                                                             |
| 27     | Bill, le brave cowboy                                 | 1950  | Richard Scarry                                           | Katherine et Byron Jackson                                 |                                                             |
| 28     | Les Animaux tout petits                               | 1950  | Adèle Werber                                             | Katherine et Byron Jackson                                 | Aimé Gabillon (T)                                           |
| 29     | Le Petit Homme aux galoches                           | 1950  | John Parr Miller                                         | Katherine et Byron Jackson                                 | Aimé Gabillon (T)                                           |
| 30     | Le Petit Chien fantaisiste                            | 1951  | Gustaf Tenggren                                          | Janette Sebring Lowrey                                     | Aimé Gabillon (T)                                           |
| 31     | Le Taxi très pressé                                   | 1951  | Tibor Gergely                                            | Lucy Sprague Mitchell, Irma Simonton Black, Jessie Stanton |                                                             |
| 32     | L'Anniversaire de Bug                                 | 1951  | Warner Bross Cartoons                                    | Elisabeth Beecher                                          |                                                             |
| 33     | Un jour au zoo                                        | 1951  | Tibor Gergely                                            | Marion Conger                                              |                                                             |
| 34     | Le Petit Chaperon rouge                               | 1952  | Gustaf Tenggren                                          | Jacob et Wilhelm Grimm                                     |                                                             |
| 35     | Bateaux                                               | 1952  | Lenora et Herbert Combes                                 | Ruth Mabee Lachman                                         |                                                             |
| 36     | Mon petit dictionnaire                                | 1952  | Richard Scarry                                           | Mary-Maud Reed, Edith Osswald                              | Michèle Le Gwen (T)                                         |
| 37     | Une journée au bord de la mer                         | 1952  | Corinne Malvern                                          | Katherine et Byron Jackson                                 |                                                             |
| 38     | Le Train et le Tortillard                             | 1952  | Art Seiden                                               | Margaret Wise Brown                                        |                                                             |
| 39     | René et le "Magellan"                                 | 1952  | Tibor Gergely                                            | Katherine et Byron Jackson                                 |                                                             |
| 40     | Quand je serai grand                                  | 1952  | Corinne Malvern                                          | Kay et Harry Mace                                          |                                                             |
| 41     | Il pleut, comment m'amuser ?                          | 1952  | Corinne Malvern                                          | Marion Conger, Natalie Young                               |                                                             |
| 42     | Claude à l'école                                      | 1952  | Corinne Malvern                                          | Katherine et Byron Jackson                                 |                                                             |
| 43     | Nuit de Noël                                          | 1952  | Corinne Malvern                                          | Clément C. Moore                                           | Aimé Gabillon (T)                                           |
| 44     | Fables                                                | 1952  | Steven Medvey                                            | Jean de La Fontaine                                        |                                                             |
| 45     | Monsieur chien                                        | 1952  | Garth Williams                                           | Margaret Wise Brown                                        | Aimé Gabillon (T)                                           |
| 46     | Tony et son poney                                     | 1952  | V. Marchand                                              | M. Chlein                                                  |                                                             |
| 47     | Le Petit Esquimau                                     | 1952  | Léonard Weisgard                                         | Katherine Jackson                                          |                                                             |
| 48     | Le Chien matelot                                      | 1953  | Garth Williams                                           | Margaret Wise Brown                                        | Michèle Le Gwen (T)                                         |
| 49     | Youkou-Lilli et sa nouvelle poupée                    | 1953  | Chet Grant                                               | Louise Grant                                               | Aimé Gabillon (T)                                           |
| 50     | Bug et les indiens                                    | 1953  | Warner Bross Cartoons                                    | Annie North Bedford                                        | Aimé Gabillon (T)                                           |
| 51     | Prières d'enfants                                     | 1953  | Eloise Wilkin                                            | Eloise Wilkin                                              |                                                             |
| 52     | Le Chat botté                                         | 1953  | John Parr Miller                                         | Charles Perrault                                           | Aimé Gabillon (T)                                           |
| 53     | Le Petit Livre des chiens                             | 1953  | Tibor Gergely                                            | Nita Jones                                                 | Aimé Gabillon (T)                                           |
| 54     | J'habille ma poupée                                   | 1953  | Hilda Miloche                                            | Wilma Kane                                                 | Aimé Gabillon (T)                                           |
| 55     | Poucette                                              | 1953  | Gustaf Tenggren                                          | Hans Christian Andersen                                    | Aimé Gabillon (T)                                           |
| 56     | Le Secret du castor                                   | 1953  | Richard Scarry                                           | Patricia M. Scarry                                         |                                                             |
| 57     | Mon petit chat                                        | 1953  | Eloise Wilkin                                            | Patricia M. Scarry                                         |                                                             |
| 58     | Le Lapin et ses amis                                  | 1953  | Richard Scarry                                           | Richard Scarry                                             |                                                             |
| 59     | Le Bonhomme de pain d'épices                          | 1953  | Richard Scarry                                           | Nancy Nolte                                                |                                                             |
| 60     | Histoire de bêtes                                     | 1953  | Garth Williams                                           | Jane Werner Watson                                         | Aimé Gabillon (T)                                           |
| 61     | Le Petit Wagon rouge                                  | 1953  | Tibor Gergely                                            | Marian Potter                                              | Aimé Gabillon (T)                                           |
| 62     | Trois braves petits boucs et le loup et les chevreaux | 1953  | Richard Scarry                                           | Richard Scarry                                             | Aimé Gabillon (T)                                           |
| 63     | Crèche de Noël                                        | 1953  | Steffie Lerch                                            | Jane Werner Watson                                         |                                                             |
| 64     | Tortillou                                             | 1953  | Eloise Wilkin                                            | Louise Woodcock                                            |                                                             |
| 65     | Le Brave Petit Tailleur                               | 1953  | John Parr Miller                                         | Jacob et Wilhelm Grimm                                     | Aimé Gabillon (T)                                           |
| 66     | Le Fermier et ses bêtes                               | 1953  | Richard Scarry                                           | Leah Gale                                                  |                                                             |
| 67     | Avions                                                | 1953  | Lenora et Herbert Combes                                 | Ruth Mabee Lachman                                         |                                                             |
| 68     | Roy Rogers et le nouveau cow-boy                      | 1953  | Hans H. Helweg                                           | Mel Crawford                                               | Aimé Gabillon (T)                                           |
| 69     | L'Escapade du petit chat                              | 1953  | Feodor Rojankovsky                                       | Nina                                                       |                                                             |
| 70     | Ce que nous aimons faire                              | 1953  | Steffie Lerch                                            | Walter M. Mason                                            | Aimé Gabillon (T)                                           |
| 71     | Howdy Doody au pays des jeux                          | 1953  | Art Seiden                                               | Edward Kean                                                | Aimé Gabillon (T)                                           |
| 72     | Quelques enfants de l'Histoire Sainte                 | 1953  | Marjorie Hartwell                                        | Rachel Taft Dixon                                          | Aimé Gabillon (T)                                           |
| 73     | Hopalong Cassidy et son jeune ami                     | 1954  | Ignatz Sahula-Dycke                                      | Elisabeth M. Beecher                                       | Aimé Gabillon (T)                                           |
| 74     | Hansel et Gretel                                      | 1954  | Eloise Wilkin                                            | Jacob et Wilhelm Grimm                                     |                                                             |
| 75     | Mon petit ours                                        | 1954  | Eloise Wilkin                                            | Patricia M. Scarry                                         | Aimé Gabillon (T)                                           |
| 76     | Une journée au cirque                                 | 1954  | Tibor Gergely                                            | Marion Conger                                              |                                                             |
| 77     | Nos papas                                             | 1954  | Tibor Gergely                                            | Janet Frank                                                | Aimé Gabillon (T)                                           |
| 78     | Mon petit vocabulaire                                 | 1954  | Gertrude Elliott                                         | Selma Lola Chambers                                        |                                                             |
| 79     | Le Loup et le Petit Chaperon rouge                    | 1954  | Elizabeth Orton Jones                                    | Jacob et Wilhelm Grimm                                     | Aimé Gabillon (T)                                           |
| 80     | Le Petit Indien                                       | 1954  | Léonard Weisgard                                         | Charlotte Zolotow                                          | Aimé Gabillon (T)                                           |
| 81     | Les Musiciens de Brême                                | 1954  | John Parr Miller                                         | Jacob et Wilhelm Grimm                                     | Aimé Gabillon (T)                                           |
| 82     | Hé Ho! Formez le trio                                 | 1954  | Eloise Wilkin                                            | Louise Woodcock                                            | Aimé Gabillon (T)                                           |
| 83     | Heidi                                                 | 1954  | Corinne Malvern                                          | Johanna Spyri                                              | Aimé Gabillon (T)                                           |
| 84     | Le Petit Remorqueur                                   | 1954  | Tibor Gergely                                            | Gertrude Crampton                                          | Aimé Gabillon (T)                                           |
| 85     | Madeleine                                             | 1954  | Ludwig Bemelmans                                         | Ludwig Bemelmans                                           | Aimé Gabillon (T)                                           |
| 86     | Je fais ma valise                                     | 1954  | Corinne Malvern                                          | Alice Low                                                  | Aimé Gabillon (T)                                           |
| 87     | Le Livre de l'amitié                                  | 1954  | Garth Williams                                           | Margaret Wise Brown                                        | Aimé Gabillon (T)                                           |
| 88     | Roy Rogers et son ami Toby                            | 1954  | Elizabeth M. Beecher                                     | Mel Crawford                                               | Aimé Gabillon (T)                                           |
| 89     | Les Aventures du petit indien                         | 1954  | Richard Scarry                                           | Margaret Wise Brown                                        | Aimé Gabillon (T)                                           |
| 90     | Premiers récits de l'Histoire Sainte                  | 1954  | Eloise Wilkin                                            | Jane Werner Watson                                         | Aimé Gabillon (T)                                           |
| 91     | Le Bal des 12 princesses                              | 1954  | Sheilah Beckett                                          | Jacob et Wilhelm Grimm                                     | Aimé Gabillon (T)                                           |
| 92     | Le Petit Âne                                          | 1954  | Tibor Gergely                                            | Alice Lunt                                                 |                                                             |
| 93     | Jeannot lapin                                         | 1954  | Richard Scarry                                           | Patricia M. Scarry                                         |                                                             |
| 94     | Le Petit Chat qui croyait être une souris             | 1955  | Garth Williams                                           | Mary Norton                                                | Aimé Gabillon (T)                                           |
| 95     | Sylvie et sa petite sœur                              | 1955  | Eloise Wilkin                                            | Esther Burns Wilkin                                        |                                                             |
| 96     | L'Oie au plumage d'or                                 | 1955  | Gustaf Tenggren                                          | Jacob et Wilhelm Grimm                                     | Aimé Gabillon (T)                                           |
| 97     | Daniel, le docteur                                    | 1955  | Corinne Malvern                                          | Helen Gaspard                                              |                                                             |
| 98     | Annie Oakley et les voleurs                           | 1955  | Mel Crawford                                             | Ann Mc Govern                                              |                                                             |
| 99     | La Famille heureuse                                   | 1955  | Corinne Malvern                                          | Nicole                                                     |                                                             |
| 100    | Pierre l'ours                                         | 1955  | Richard Scarry                                           | Patricia M. Scarry                                         |                                                             |
| 101    | Les Jumelles                                          | 1955  | Eloise Wilkin                                            | Ruth et Harold Shane                                       |                                                             |
| 102    | Cendré le petit ours                                  | 1955  | Richard Scarry                                           | Jane Werner Watson                                         |                                                             |
| 103    | Maisons                                               | 1955  | Tibor Gergely                                            | Jane Werner Watson                                         |                                                             |
| 104    | Blanche Neige et Rouge-Rose                           | 1955  | Gustaf Tenggren                                          | Jacob et Wilhelm Grimm                                     | Aimé Gabillon (T)                                           |
| 105    | Noël                                                  | 1955  | Eloise Wilkin                                            | Clément C. Moore                                           |                                                             |
| 106    | Le Poney de Tony                                      | 1955  | William P. Gottlieb                                      | William P. Gottlieb                                        |                                                             |
| 107    | 50 francs à dépenser                                  | 1955  | Corinne Malvern                                          | Natalie Young                                              |                                                             |
| 108    | Mon petit chien                                       | 1955  | Eloise Wilkin                                            | Patricia M. Scarry                                         |                                                             |
| 109    | L'Aventure de Tigre                                   | 1955  | William P. Gottlieb                                      | William P. Gottlieb                                        |                                                             |
| 110    | Je suis grande !                                      | 1955  | Corinne Malvern                                          | Corinne Malvern                                            | Aimé Gabillon (T)                                           |
| 111    | Grandes figures de l'Histoire Sainte                  | 1956  | Rachel Taft Dixon, Marjorie Hartwell                     | Jane Werner Watson                                         | Aimé Gabillon (T)                                           |
| 112    | Dale Evans et la mine d'or perdu                      | 1956  | Mel Crawford                                             | Monica Hill                                                |                                                             |
| 113    | La Maison que Jacques a bâtie                         | 1956  | John Parr Miller                                         | John Parr Miller                                           | Aimé Gabillon (T)                                           |
| 114    | Une journée au jardin public                          | 1956  | Eloise Wilkin                                            | Miriam Schlein                                             |                                                             |
| 115    | Rintintin et son maître                               | 1956  | Mel Crawford                                             | Monica Hill                                                | Aimé Gabillon (T)                                           |
| 116    | Roy Rogers et le lion des montagnes                   | 1956  | Mel Crawford                                             | Ann Mc Govern                                              |                                                             |
| 117    | Boby et le petit lapin                                | 1956  | William P. Gottlieb                                      | William P. Gottlieb                                        |                                                             |
| 118    | Ma petite sœur                                        | 1956  | Eloise Wilkin                                            | Ruth et Harold Shane                                       | Aimé Gabillon (T)                                           |
| 119    | Les Images et les Mots                                | 1956  | Charles Clément                                          | Charles Clément                                            |                                                             |
| 120    | Le Roi et la Princesse                                | 1956  | Robert Doremus                                           | Jack O'Brien                                               |                                                             |
| 121    | La Belle Histoire de Noël                             | 1956  | Eloise Wilkin                                            | Jane Werner Watson                                         | Aimé Gabillon (T)                                           |
| 122    | Le Petit Étang dans les bois                          | 1956  | Tibor Gergely                                            | Muriel Ward                                                |                                                             |
| 123    | Le Joyeux Noël de Tom et Jerry                        | 1956  | M.G.M. Cartoons                                          | Peter Archer                                               | Harvey Eisenberg, Samuel Armstrong (A), Michèle Le Gwen (T) |
| 124    | Trois amis                                            | 1956  | James E. Robinson                                        | James E. Robinson                                          |                                                             |
| 125    | Boby chien prodige                                    | 1956  | William P. Gottlieb                                      | William P. Gottlieb                                        |                                                             |
| 126    | Henry et son cheval                                   | 1956  | Hans H. Helweg                                           | G. M. Horn                                                 |                                                             |
| 127    | Voyages                                               | 1956  | Tibor Gergely                                            | Kathleen N. Daly                                           |                                                             |
| 128    | À ma fenêtre                                          | 1956  | Hertha Depper                                            | G. Turley Michell, G. M. Horn                              |                                                             |
| 129    | Allo ! Le grand garçon                                | 1956  | Lois et M. Myers, Sari                                   | Betty Ren Wright, A. Hanson                                |                                                             |
| 130    | Pat et ses amis                                       | 1956  | William P. Gottlieb                                      | William P. Gottlieb                                        |                                                             |
| 131    | Les Amis de la ferme                                  | 1956  | William P. Gottlieb                                      | William P. Gottlieb                                        |                                                             |
| 132    | Daniel Boone                                          | 1957  | Myriam Huford                                            | Irwin Shapiro                                              |                                                             |
| 133    | Vive Jean-Christophe                                  | 1957  | Violet La Mont                                           | J. Fritz                                                   |                                                             |
| 134    | Gentil roitelet                                       | 1957  | Violet La Mont                                           | J. Wood                                                    |                                                             |
| 135    | Un brave chien                                        | 1957  | Jane Curry                                               | Florence Sarah Winship                                     |                                                             |
| 136    | Mon petit A.B.C.                                      | 1957  | Eloise Wilkin                                            | Eloise Wilkin                                              |                                                             |
| 137    | Nick le chien de prairie                              | 1957  | B. et L. Meyers                                          | F. Rose                                                    |                                                             |
| 138    | Petits poèmes                                         | 1957  | Marguerite K. Scott                                      | Marguerite K. Scott                                        |                                                             |
| 139    | Mon petit frère                                       | 1957  | Eloise Wilkin                                            | Patricia M. Scarry                                         |                                                             |
| 140    | Le Petit Train du temps jadis                         | 1957  | Sally Fabry                                              | Al Fabry                                                   |                                                             |
| 141    | Jeannette au zoo                                      | 1957  | Tibor Gergely                                            | Marion Conger                                              |                                                             |
| 142    | Les Oiseaux "timbres"                                 | 1957  | James-Gordon Irving                                      | Kathleen N. Daly                                           |                                                             |
| 143    | Lassie et le voleur                                   | 1957  | L. Ames                                                  | Monica Hill                                                |                                                             |
| 144    | Les Chiens "timbres"                                  | 1957  | De Megargee                                              | Ann Mc Govern                                              |                                                             |
| 145    | Gene Autry et Champion                                | 1957  | Frank Bolle                                              | Monica Hill                                                |                                                             |
| 146    | Les Animaux "timbres"                                 | 1957  | James-Gordon Irving                                      | Sonia Bleeker                                              |                                                             |
| 147    | Le Plus Grand Chien de la ville                       | 1957  | Tiz                                                      | Betty Ren Wright                                           |                                                             |
| 148    | Vif-Argent                                            | 1957  | Mel Crawford                                             | Kathleen Irwin                                             |                                                             |
| 149    | Cléo                                                  | 1958  | Durward B. Graybill (photo)                              | Irwin Shapiro                                              |                                                             |
| 150    | Pipo le petit cheval                                  | 1958  | Irma Wilde                                               | M. K. Marks                                                |                                                             |
| 151    | Les Indiens "timbres"                                 | 1958  | Edwin Schmidt                                            | Huberman                                                   |                                                             |
| 152    | Poésies                                               | 1958  | Sally Tate                                               | Sally Tate                                                 |                                                             |
| 153    | La Belle Histoire de l'enfant Jésus                   | 1958  | Eloise Wilkin                                            | Jane Werner Watson                                         |                                                             |
| 154    | La Flèche brisée                                      | 1958  | Mel Crawford                                             | Charles Spain Verral                                       |                                                             |
| 155    | Les Cow-Boys "timbres"                                | 1958  | Richard Scarry                                           | John Lyle Shimek                                           |                                                             |
| 156    | Le Coffre à jouets                                    | 1958  | Eloise Wilkin                                            | Katherine et Byron Jackson                                 |                                                             |
| 157    | Enfant Jésus et les enfants                           | 1958  | Paul Frame                                               | Robbie Trent                                               |                                                             |
| 158    | François s'amuse                                      | 1958  | J. et L. Myers                                           | Betty Ren Wright                                           |                                                             |
| 159    | Quatre petits chats                                   | 1958  | Adriana Mazza Saviozzi                                   | Kathleen N. Daly                                           |                                                             |
| 160    | Le Petit Lapin au nez magique                         | 1958  | Feodor Rojankovsky                                       | Lily Duplaix                                               |                                                             |
| 161    | Le Courageux Lone Ranger                              | 1958  | Edwin Schmidt                                            | Charles Spain Verral                                       |                                                             |
| 162    | Les Bébés chats                                       | 1958  | William P. Gottlieb                                      | William P. Gottlieb                                        |                                                             |
| 163    | Ali Baba et les quarante voleurs                      | 1958  | Lowell Hess                                              | Conte de Mille et Une Nuits                                |                                                             |
| 164    | Ma petite sœur et moi                                 | 1958  | Sharon Koester                                           | Patricia M. Scarry                                         |                                                             |
| 165    | Le Roi et la meunière                                 | 1958  | William J. Dugan                                         | Jacob et Wilhelm Grimm                                     |                                                             |
| 166    | La vie au fond de la mer                              | 1958  | Tibor Gergely                                            | Kathleen N. Daly, B. M. Parker                             |                                                             |
| 167    | Trois par trois                                       | 1958  | Garth Williams                                           | Garth Williams                                             |                                                             |
| 168    | Bébés animaux sauvages                                | 1959  | Feodor Rojankovsky                                       | Kathleen N. Daly                                           |                                                             |
| 169    | Jacques et le haricot géant                           | 1959  | Catherine Barnes                                         | Sophie de Mullenheim                                       |                                                             |
| 170    | Un chien sur un bateau                                | 1959  | Neil Boyle                                               | Robin Palmer                                               |                                                             |
| 171    | Vif-Argent le chaton                                  | 1959  | Léonard Weisgard                                         | Margaret Wise Brown                                        |                                                             |
| 172    | Notre ami chien                                       | 1959  | Feodor Rojankovsky                                       | Elsa-Ruth Nast                                             |                                                             |
| 173    | Nous aidons maman                                     | 1959  | Eloise Wilkin                                            | Jean Cushman                                               |                                                             |
| 174    | ABC animaux                                           | 1959  | Adele Werber                                             | Barbara Shook Hazen                                        |                                                             |
| 175    | Histoire de l'enfant Jésus                            | 1959  | Steffie Lerch                                            | Béatrice Alexander                                         |                                                             |
| 176    | Le Joyeux Noël des animaux                            | 1959  | Richard Scarry                                           | Katherine Jackson                                          | Michèle Le Gwen, Christine de Cherisey (T)                  |
| 177    | Animaux sauvages                                      | 1959  | Wolfgang Suschitzky (Photo)                              | Wolfgang Suschitzky                                        |                                                             |
| 178    | Nos oiseaux                                           | 1959  | Feodor Rojankovsky                                       | H. Lockwood                                                |                                                             |
| 179    | Contes d'Andersen                                     | 1960  | Lowell Hess                                              | Hans Christian Andersen                                    | Anne-Terry White (A)                                        |
| 180    | Le Petit Homme de pain d'épices                       | 1960  | J. et L. Myers                                           | J. et L. Myers                                             |                                                             |
| 181    | Mon petit vocabulaire                                 | 1960  | Gertrude Elliott                                         | Selma Lola Chambers                                        |                                                             |
| 182    | Avions                                                | 1960  | Lenora et Herbert Combes                                 | Ruth Mabee Lachman                                         |                                                             |
| 183    | Le Lion et la Souris                                  | 1960  | Gustaf Tenggren                                          | Jane Werner Watson                                         |                                                             |
| 184    | Minou le chaton                                       | 1960  | Alice et Martin Provensen                                | Katherine et Byron Jackson                                 |                                                             |
| 185    | Aladin et la lampe merveilleuse                       | 1960  | Richard Scarry                                           | Conte de Mille et Une Nuits                                | Kathleen N. Daly (A)                                        |
| 186    | La Basse-cour en fête                                 | 1960  | Tibor Gergely                                            | Annie North Bedford                                        |                                                             |
| 187    | Nuit de Noël                                          | 1960  | Corinne Malvern                                          | Clément C. Moore                                           | Aimé Gabillon (T)                                           |
| 188    | Hélicoptères                                          | 1960  | Mel Crawford                                             | Carl Memling                                               |                                                             |
| 189    | Le Monde des oiseaux                                  | 1960  | Walter Ferguson                                          | Walter Ferguson                                            |                                                             |
| 190    | Le Petit Esquimau                                     | 1960  | Léonard Weisgard                                         | Katherine Jackson                                          |                                                             |
| 191    | Bon anniversaire !                                    | 1960  | Richard Scarry                                           | Katherine et Byron Jackson                                 |                                                             |
| 192    | Bonne nuit...                                         | 1961  | Garth Williams                                           | Margaret Wise Brown, E. Gille                              |                                                             |
| 193    | Sur la plage                                          | 1961  | Tibor Gergely                                            | Kathleen N. Daly                                           |                                                             |
| 194    | L'Infernal Petit Lapin                                | 1961  | Richard Scarry                                           | Richard Scarry                                             | Aimé Gabillon (T)                                           |
| 195    | L'Ourson malicieux…                                   | 1961  | Scott Johnston                                           | Katherine et Byron Jackson                                 |                                                             |
| 196    | Le Petit Chat timide                                  | 1961  | Gustaf Tenggren                                          | Cathleen Schurr                                            |                                                             |
| 197    | Le Petit Lièvre courageux                             | 1961  | Lilian Obligado                                          | Carl Memling                                               |                                                             |
| 198    | Arthur, le rhinocéros                                 | 1961  | Tibor Gergely                                            | Carl Memling                                               |                                                             |
| 199    | Noël                                                  | 1961  | Eloise Wilkin                                            | Clément C. Moore                                           |                                                             |
| 200    | Le Petit Monde de bébé                                | 1961  | Eloise Wilkin                                            | Esther Burns Wilkin                                        | Aimé Gabillon (T)                                           |
| 201    | Monsieur chien                                        | 1961  | Garth Williams                                           | Margaret Wise Brown                                        | Aimé Gabillon (T)                                           |
| 202    | 4 petits toutous                                      | 1961  | Lilian Obligado                                          | Anne Heathers                                              |                                                             |
| 203    | Le Petit Âne                                          | 1961  | Tibor Gergely                                            | Alice Lunt                                                 |                                                             |
| 204    | Un festin de lion                                     | 1961  | Gustaf Tenggren                                          | Katherine Jackson                                          |                                                             |
| 205    | Cligne - étoile                                       | 1962  | Richard Scarry                                           | A. Mc Govern                                               | ?                                                           |
| 206    | Trois braves petits boucs et le loup et les chevreaux | 1962  | Richard Scarry                                           | Richard Scarry                                             | Aimé Gabillon (T)                                           |
| 207    | Le Petit Chien fantaisiste                            | 1962  | Gustaf Tenggren                                          | Janette Sebring Lowrey                                     | Aimé Gabillon (T)                                           |
| 208    | Caramel                                               | 1962  | Léonard Weisgard                                         | Katherine Jackson                                          |                                                             |
| 209    | La Belle Histoire de Noël                             | 1962  | Eloise Wilkin                                            | Jane Werner Watson                                         | Aimé Gabillon (T)                                           |
| 210    | Cinq petits pompiers                                  | 1962  | Tibor Gergely                                            | Margaret Wise Brown, Edith Thacher Hurd                    |                                                             |
| 211    | Comment appeler Minet                                 | 1962  | Feodor Rojankovsky                                       | Phyllis Mc Ginley                                          |                                                             |
| 212    | Les animaux de la ferme et leurs bébés                | 1962  | Tien                                                     | Rebecca Heller                                             |                                                             |
| 213    | La Basse-cour en fête                                 | 1962  | Tibor Gergely                                            | Annie North Bedford                                        |                                                             |
| 214    | Médor et Jonquille                                    | 1962  | Al White, Hawley Pratt                                   | Patricia Cheff                                             |                                                             |
| 215    | Petits poèmes                                         | 1962  | Marguerite K. Scott                                      | Marguerite K. Scott                                        |                                                             |
| 216    | Le Chat botté et autres contes                        | 1962  | Gertrude Elliott                                         | Charles Perrault                                           |                                                             |
| 217    | Top le chat et ses amis                               | 1962  | William Hanna, Joseph Barbera, Hawley Pratt, Al White    | Carl Memling                                               |                                                             |
| 218    | Le Tout Petit raton laveur                            | 1963  | Claude Humbert                                           | Peggy Parish                                               |                                                             |
| 219    | L'Infernal Petit Lapin                                | 1963  | Richard Scarry                                           | Richard Scarry                                             | Aimé Gabillon (T)                                           |
| 220    | Roquet Belles-Oreilles a une idée                     | 1963  | Frans Van Lamsweerde                                     | S. Quentin Hyatt                                           |                                                             |
| 221    | Youki chien                                           | 1963  | Richard Scarry                                           | Richard Scarry                                             |                                                             |
| 222    | Nuit de Noël                                          | 1963  | Corinne Malvern                                          | Clément C. Moore                                           | Aimé Gabillon (T)                                           |
| 223    | Le Petit Livre des nombres                            | 1963  | Violet La Mont                                           | Mary-Maud Reed, Edith Osswald                              |                                                             |
| 224    | Le Petit Dictionnaire en images                       | 1963  | Richard Scarry                                           | Mary-Maud Reed, Edith Osswald                              |                                                             |
| 225    | Dix animaux tout petits                               | 1963  | Feodor Rojankovsky                                       | Carl Memling                                               |                                                             |
| 226    | Bâtons, baguettes et compagnie                        | 1963  | Jan Pfloog                                               | Pauline Wilkins                                            |                                                             |
| 227    | L'Ourson malicieux…                                   | 1963  | Scott Johnston                                           | Katherine et Byron Jackson                                 |                                                             |
| 228    | Bozo le clown                                         | 1963  | Charles Satterfield                                      | Carl Buettner                                              |                                                             |
| 229    | Pouf-Patapouf l'éléphant                              | 1963  | Gustaf Tenggren                                          | Katherine et Byron Jackson                                 |                                                             |
| 230    | Pascalou fait du camping                              | 1963  | Mel Crawford                                             | Gladys Saxon                                               |                                                             |
| 231    | La-haut sur la montagne                               | 1964  | Feodor Rojankovsky                                       | Jeanette Krinsley                                          |                                                             |
| 232    | Le Petit Monde de bébé                                | 1964  | Eloise Wilkin                                            | Esther Burns Wilkin                                        | Aimé Gabillon (T)                                           |
| 233    | Le Bal des 12 princesses                              | 1964  | Sheilah Beckett                                          | Jacob et Wilhelm Grimm                                     | Aimé Gabillon (T)                                           |
| 234    | Noël                                                  | 1964  | Eloise Wilkin                                            | Clément C. Moore                                           |                                                             |
| 235    | La Mésaventure de Bug                                 | 1964  | Warner Bros. Cartoons                                    | Tom Mc Kimson, Al Dempster                                 |                                                             |
| 236    | Le Chien matelot                                      | 1964  | Garth Williams                                           | Margaret Wise Brown                                        | Michèle Le Gwen (T)                                         |
| 237    | Bonne nuit, les Petits… Bon appetit, Nounours         | 1964  | Ghislaine de Varine                                      | Claude Laydu                                               |                                                             |
| 238    | Que donnerai-je à ma mie                              | 1964  | Tony de Luna                                             | Tony de Luna                                               |                                                             |
| 239    | Lapinot cherche une maison                            | 1964  | Garth Williams                                           | Margaret Wise Brown                                        |                                                             |
| 240    | Youki au cirque                                       | 1964  | Hawley Pratt, Al White                                   | Carl Memling                                               |                                                             |
| 241    | Le Chaton du zoo                                      | 1964  | Clara Cassidy                                            | A. Johnson                                                 |                                                             |
| 242    | Sais-tu qui je suis ? Un livre devinette              | 1964  | Cornelius Dewitt                                         | Ruth Leon                                                  |                                                             |
| 243    | Vive les champions                                    | 1965  | Tibor Gergely                                            | Beth Greiner Hoffman                                       |                                                             |
| 244    | Le Petit Homme aux galoches                           | 1965  | John Parr Miller                                         | Katherine et Byron Jackson                                 | Aimé Gabillon (T)                                           |
| 245    | Drôle de naufrage                                     | 1965  | Tibor Gergely                                            | Georges Duplaix                                            |                                                             |
| 246    | Souricette et le lion                                 | 1965  | Bonnie et Bill Rutherford                                | Mabel Watts                                                |                                                             |
| 247    | Histoire des trois petits cochons                     | 1965  | Susanne                                                  | Susanne                                                    |                                                             |
| 248    | Cendrillon                                            | 1965  | Catherine Barnes                                         | Charles Perrault                                           |                                                             |
| 249    | Saute, petit kangourou                                | 1965  | Feodor Rojankovsky                                       | Patricia M. Scarry                                         |                                                             |
| 250    | Quatre petits chats                                   | 1965  | Adriana Mazza Saviozzi                                   | Kathleen N. Daly                                           |                                                             |
| 251    | L'oiseau fait son nid                                 | 1965  | James-Gordon Irving                                      | M. Sohier                                                  |                                                             |
| 252    | Docteur Chèvrefeuille                                 | 1965  | Charles Clément                                          | Georgiana                                                  |                                                             |
| 253    | Drôle de pique-nique                                  | 1966  | William Hanna, Joseph Barbera, William Lorencz, E Daly   | F. Mc Savage                                               |                                                             |
| 254    | Promenons nous dans le train                          | 1966  | Leonard Shortall                                         | Daphne Davis                                               |                                                             |
| 255    | Le Lapin et ses amis                                  | 1966  | Richard Scarry                                           | Richard Scarry                                             |                                                             |
| 256    | Le Gros Ours grognon                                  | 1966  | John Parr Miller                                         | Gertrude Crampton                                          |                                                             |
| 257    | Saturnin en vacances                                  | 1966  | Jean Tournade                                            | Jean Tournade                                              |                                                             |
| 258    | Sois gentille, petite fille                           | 1966  | Eloise Wilkin                                            | Esther Burns Wilkin                                        |                                                             |
| 259    | La basse-cour en fête                                 | 1966  | Tibor Gergely                                            | Annie North Bedford                                        |                                                             |
| 260    | Moustache a disparu                                   | 1966  | Erik Blegoad                                             | Seymour Reit                                               |                                                             |
| 261    | Le Petit Chien fantaisiste                            | 1966  | Gustaf Tenggren                                          | Janette Sebring Lowrey                                     | Aimé Gabillon (T)                                           |
| 262    | Roquet Belles-Oreilles se charge de tout              | 1966  | William Hanna, Joseph Barbera, Peter Alvarado, Jan Neely | M. V. Jones                                                |                                                             |
| 263    | Doremi hamster chanteur                               | 1966  | Judy Stang                                               | C. Bing                                                    |                                                             |
| 264    | Le Joyeux Noël des animaux                            | 1966  | Richard Scarry                                           | Katherine Jackson                                          | Michèle Le Gwen, Christine de Cherisey (T)                  |
| 265    | Cinq petits pompiers                                  | 1966  | Tibor Gergely                                            | Margaret Wise Brown, Edith Thacher Hurd                    |                                                             |
| 266    | Mon petit chien                                       | 1966  | Eloise Wilkin                                            | Patricia M. Scarry                                         |                                                             |
| 267    | Le Joyeux Chauffeur de camion                         | 1966  | Tibor Gergely                                            | Myriam                                                     |                                                             |
| 268    | Mon petit ours                                        | 1966  | Eloise Wilkin                                            | Patricia M. Scarry                                         | Aimé Gabillon (T)                                           |
| 269    | Toutou et la pomme de pin                             | 1966  | Jacques Galan                                            | Jacques Galan                                              |                                                             |
| 270    | Les animaux tout petits                               | 1966  | Adele Werber                                             | Kathryn et Byron Jackson                                   |                                                             |
| 271    | Mon petit vocabulaire                                 | 1966  | Gertrude Elliott                                         | Selma Lola Chambers                                        |                                                             |
| 272    | Notre ami chien                                       | 1966  | Feodor Rojankovsky                                       | Elsa-Ruth Nast                                             |                                                             |
| 273    | Le Petit Roi et les trois sages                       | 1966  | Gordon Laite                                             | Seymour Reit                                               |                                                             |
| 274    | Les Aventures du petit Indien                         | 1966  | Richard Scarry                                           | Margaret Wise Brown                                        | Aimé Gabillon (T)                                           |
| 275    | Monsieur chien                                        | 1967  | Garth Williams                                           | Margaret Wise Brown                                        | Aimé Gabillon (T)                                           |
| 276    | Poussin et la mouche vagabonde                        | 1967  | Rofry                                                    | Vada F. Carlson                                            |                                                             |
| 277    | Le Petit Lapin au nez magique                         | 1967  | Feodor Rojankovsky                                       | Lily Duplaix                                               |                                                             |
| 278    | Pouce poussin                                         | 1967  | Richard Scarry                                           | Vivienne Benstead                                          | Michèle Le Gwen (T)                                         |
| 279    | Contes d'Andersen                                     | 1968  | Lowell Hess                                              | Hans Christian Andersen                                    | Anne-Terry White (A)                                        |
| 280    | Un p'tit sou pour Caracol                             | 1968  | Bonnie et Bill Rutherford                                | Dorothy Haas                                               |                                                             |
| 281    | La Maison des animaux                                 | 1968  | Mel Crawford                                             | Betty Hubka                                                |                                                             |
| 282    | Nicolas et le lion                                    | 1968  | Elisabeth Brokowska                                      | Elisabeth Brozowska                                        | Michèle Le Gwen (T)                                         |
| 283    | Le Poney de la ferme                                  | 1968  | Rofry                                                    | Dorothy Haas                                               |                                                             |
| 284    | Princesse Souricette                                  | 1968  | Adrienne Adams                                           | Barbara Schiller                                           |                                                             |
| 285    | Isidore l'hippopotame                                 | 1969  | Elisabeth Brozowska                                      | Elisabeth Brozowska                                        | Michèle Le Gwen (A)                                         |
| 286    | Chitty Chitty Bang Bang la voiture merveilleuse       | 1969  | Gordon Laite                                             | Jean Lewis                                                 | Michèle Le Gwen (A)                                         |
| 287    | Mon petit vocabulaire                                 | 1969  | Gertrude Elliott                                         | Selma Lola Chambers                                        |                                                             |
| 288    | La Basse-cour en fête                                 | 1969  | Tibor Gergely                                            | Annie North Bedford                                        |                                                             |
| 289    | Bébés animaux de la ferme                             | 1969  | Garth Williams                                           | Garth Williams                                             |                                                             |
| 290    | L'Escapade du petit chat                              | 1969  | Feodor Rojankovsky                                       | Nina                                                       |                                                             |
| 291    | L'Ourson malicieux…                                   | 1969  | Scott Johnston                                           | Katherine et Byron Jackson                                 |                                                             |
| 292    | Quatre petits chats                                   | 1969  | Adriana Mazza Saviozzi                                   | Kathleen N. Daly                                           |                                                             |
| 293    | Heidi                                                 | 1969  | Corinne Malvern                                          | Johanna Spyri                                              | Aimé Gabillon (T)                                           |
| 294    | Le Petit Lièvre courageux                             | 1969  | Lilian Obligado                                          | Carl Memling                                               |                                                             |
| 295    | Le Petit Chat timide                                  | 1969  | Gustaf Tenggren                                          | Cathleen Schurr                                            |                                                             |
| 296    | Notre ami chien                                       | 1969  | Feodor Rojankovsky                                       | Elsa-Ruth Nast                                             |                                                             |
| 297    | Docteur Chèvrefeuille                                 | 1970  | Charles Clément                                          | Georgiana                                                  |                                                             |
| 298    | Le Joyeux Chauffeur de camion                         | 1970  | Tibor Gergely                                            | Myriam                                                     |                                                             |
| 299    | Les Animaux tout petits                               | 1970  | Adèle Werber                                             | Katherine et Byron Jackson                                 | Aimé Gabillon (T)                                           |
| 300    | Histoire des trois petits cochons                     | 1970  | Susanne                                                  | Susanne                                                    |                                                             |
| 301    | Comment appeler Minet                                 | 1970  | Feodor Rojankovsky                                       | Phyllis Mc Ginley                                          |                                                             |
| 302    | 4 petits toutous                                      | 1970  | Lilian Obligado                                          | Anne Heathers                                              |                                                             |
| 303    | Sais-tu qui je suis ? Un livre devinette              | 1970  | Cornelius Dewitt                                         | Ruth Leon                                                  |                                                             |
| 304    | Lapinot cherche une maison                            | 1970  | Garth Williams                                           | Margaret Wise Brown                                        |                                                             |
| 305    | Le Petit Chien fantaisiste                            | 1970  | Gustaf Tenggren                                          | Janette Sebring Lowrey                                     | Aimé Gabillon (T)                                           |
| 306    | Le Malin Petit Tailleur                               | 1970  | Paul Durand                                              | Jacob et Wilhelm Grimm                                     | Bibiane Bell (A)                                            |
| 307    | Le Rossignol du bonheur                               | 1970  | Paul Durand                                              | Hans Christian Andersen                                    | Bibiane Bell (A)                                            |
| 308    | Le Bal des fleurs                                     | 1970  | Paul Durand                                              | Hans Christian Andersen                                    | Bibiane Bell (A)                                            |
| 309    | Le Petit Chat qui croyait être une souris             | 1970  | Garth Williams                                           | Mary Norton                                                | Aimé Gabillon (T)                                           |
| 310    | Les Musiciens de Brême                                | 1970  | John Parr Miller                                         | Jacob et Wilhelm Grimm                                     | Aimé Gabillon (T)                                           |
| 311    | Le Petit Roi et les trois sages                       | 1970  | Gordon Laite                                             | Seymour Reit                                               |                                                             |
| 312    | Pouf-Patapouf l'éléphant                              | 1970  | Gustaf Tenggren                                          | Katherine et Byron Jackson                                 |                                                             |
| 313    | Le Petit Lapin au nez magique                         | 1970  | Feodor Rojankovsky                                       | Lily Duplaix                                               |                                                             |
| 314    | Monsieur chien                                        | 1970  | Garth Williams                                           | Margaret Wise Brown                                        | Aimé Gabillon (T)                                           |
| 315    | Le Chien matelot                                      | 1970  | Garth Williams                                           | Margaret Wise Brown                                        | Michèle Le Gwen (T)                                         |
| 316    | L'Oie au plumage d'or                                 | 1970  | Gustaf Tenggren                                          | Jacob et Wilhelm Grimm                                     | Aimé Gabillon (T)                                           |
| 317    | Le Livre de l'amitié                                  | 1970  | Garth Williams                                           | Margaret Wise Brown                                        | Aimé Gabillon (T)                                           |
| 318    | Youkou-Lilli et sa nouvelle poupée                    | 1970  | Chet Grant                                               | Louise Grant                                               | Aimé Gabillon (T)                                           |
| 319    | Caramel                                               | 1970  | Léonard Weisgard                                         | Katherine Jackson                                          |                                                             |
| 320    | Saute, petit kangourou                                | 1970  | Feodor Rojankovsky                                       | Patricia M. Scarry                                         |                                                             |
| 321    | Arthur, le rhinocéros                                 | 1970  | Tibor Gergely                                            | Carl Memling                                               |                                                             |
| 322    | Le Petit Homme aux galoches                           | 1970  | John Parr Miller                                         | Katherine et Byron Jackson                                 | Aimé Gabillon (T)                                           |
| 323    | Moustache a disparu                                   | 1970  | Erik Blegoad                                             | Seymour Reit                                               |                                                             |
| 324    | Les Sept Atchoums                                     | 1970  | Tibor Gergely                                            | Olga Cabral                                                |                                                             |
| 325    | Un festin de lion                                     | 1970  | Gustaf Tenggren                                          | Katherine Jackson                                          |                                                             |
| 326    | Le Petit Remorqueur                                   | 1970  | Tibor Gergely                                            | Gertrude Crampton                                          | Aimé Gabillon (T)                                           |
| 327    | La Maison de bébé                                     | 1970  | Mary Blair                                               | Gelolo Mc Hugh                                             |                                                             |
| 328    | Pain d'épices                                         | 1970  | Aurelius Battaglia                                       | Aurelius Battaglia                                         |                                                             |
| 329    | Le Petit Pioui chien de cirque                        | 1970  | John Parr Miller                                         | Dorothy Kunhardt                                           |                                                             |
| 330    | Un p'tit sou pour Caracol                             | 1970  | Bonnie et Bill Rutherford                                | Dorothy Haas                                               |                                                             |
| 331    | Nicolas et le Lion                                    | 1970  | Elisabeth Brokowska                                      | Elisabeth Brozowska                                        | Michèle Le Gwen (T)                                         |
| 332    | Princesse Souricette                                  | 1970  | Adrienne Adams                                           | Barbara Schiller                                           |                                                             |
| 333    | Isidore l'hippopotame                                 | 1970  | Elisabeth Brozowska                                      | Elisabeth Brozowska                                        | Michèle Le Gwen (A)                                         |
| 334    | Mon petit vocabulaire                                 | 1970  | Gertrude Elliott                                         | Selma Lola Chambers                                        |                                                             |
| 335    | Bébés animaux de la ferme                             | 1970  | Garth Williams                                           | Garth Williams                                             |                                                             |
| 336    | Souricette et le lion                                 | 1971  | Bonnie et Bill Rutherford                                | Mabel Watts                                                |                                                             |
| 337    | Le Bal des 12 princesses                              | 1971  | Sheilah Beckett                                          | Jacob et Wilhelm Grimm                                     | Aimé Gabillon (T)                                           |
| 338    | Bonne nuit...                                         | 1971  | Garth Williams                                           | Margaret Wise Brown, E. Gille                              |                                                             |
| 339    | Pascalou fait du camping                              | 1971  | Mel Crawford                                             | Gladys Saxon                                               |                                                             |
| 340    | Pierre l'ours                                         | 1971  | Richard Scarry                                           | Patricia M. Scarry                                         |                                                             |
| 341    | Bâtons, baguettes et compagnie                        | 1971  | Jan Pfloog                                               | Pauline Wilkins                                            |                                                             |
| 342    | Vive les champions                                    | 1971  | Tibor Gergely                                            | Beth Greiner Hoffman                                       |                                                             |
| 343    | L'Infernal Petit Lapin                                | 1971  | Richard Scarry                                           | Richard Scarry                                             | Aimé Gabillon (T)                                           |
| 344    | La Maison des animaux                                 | 1971  | Mel Crawford                                             | Betty Hubka                                                |                                                             |
| 345    | Petit ours à la montagne                              | 1971  | Joan Allen                                               | Ruthanna Long                                              | Michèle Le Gwen (T)                                         |
| 346    | Rataplan                                              | 1971  | Eloise Wilkin                                            | D. L. Harrison                                             |                                                             |
| 347    | Poltron le chaton                                     | 1971  | Jan Pfloog                                               | Barbara Shook Hazen                                        | Michèle Le Gwen (T)                                         |
| 348    | Le Chat des villes et le Chat des champs              | 1971  | Ilse-Margret Vogel                                       | Barbara Shook Hazen                                        | Michèle Le Gwen (T)                                         |
| 349    | Cache-cache souris                                    | 1971  | Ilse-Margret Vogel                                       | ?                                                          | Michèle Le Gwen (T)                                         |
| 350    | Mon Papa et leurs papas                               | 1972  | Ilse-Margret Vogel                                       | Barbara Shook Hazen                                        | Michèle Le Gwen (T)                                         |
| 351    | Samson le lion                                        | 1972  | Ken Wagner                                               | Ken Wagner                                                 |                                                             |
| 352    | Boule, chien da garde                                 | 1972  | John Parr Miller                                         | Patricia M. Scarry                                         | Michèle Le Gwen (T)                                         |
| 353    | Un dragon dans le wagon                               | 1972  | John Martin Gilbert                                      | Janette Rainwater                                          | Michèle Le Gwen (T)                                         |
| 354    | Jouons au ballon !                                    | 1972  | Ilse-Margret Vogel                                       | Ilse-Margret Vogel                                         | Michèle Le Gwen (T)                                         |
| 355    | Mon petit dinosaure                                   | 1972  | Ilse-Margret Vogel                                       | Ilse-Margret Vogel                                         | Michèle Le Gwen (T)                                         |
| 356    | Déménageons                                           | 1972  | Joe Kauffman                                             | Janet Deering                                              | Michèle Le Gwen (T)                                         |
| 357    | Le Singe et l'Abeille                                 | 1972  | Kelly Oechsli                                            | Leland B. Jacobs                                           | Michèle Le Gwen (T)                                         |
| 358    | Le Joli Bébé tigre                                    | 1972  | Lilian Obligado                                          | Joan Chase Bacon                                           | Michèle Le Gwen (T)                                         |
| 359    | L'Hôtel de la forêt                                   | 1973  | Benvenuti                                                | Barbara Steincrohn Davis                                   | Michèle Le Gwen (T)                                         |
| 360    | Envolons-nous !                                       | 1973  | Virginia Parsons                                         | Virginia Parsons                                           |                                                             |
| 361    | Que pousse-t-il dans mon jardin ?                     | 1973  | Aliki                                                    | Eleanor Thompson                                           | Michèle Le Gwen (T)                                         |
| 362    | Nestor, le dinosaure                                  | 1973  | Art Seiden                                               | G. Darby                                                   | Michèle Le Gwen (T)                                         |
| 363    | Le Beau Jeudi de Stéphanie                            | 1973  | June Goldsborough                                        | Jean Fiedler                                               | Michèle Le Gwen (T)                                         |
| 364    | Benoît le bon géant                                   | 1973  | Franck Daniel                                            | Adelaïde Holl                                              | Michèle Le Gwen (T)                                         |
| 365    | Un ours à la mer !                                    | 1974  | Ilse-Margret Vogel                                       | Ilse-Margret Vogel                                         | Michèle Le Gwen (T)                                         |
| 366    | La Surprise-partie de Tom et Jerry                    | 1974  | M.G.M. Cartoons                                          | Steffi Fletcher                                            | Harvey Eisenberg, Samuel Armstrong (A) Michèle Le Gwen (T)  |
| 367    | Turtulutu et le trésor du roi                         | 1974  | Peter Alvarado, A. J. Specter, Bob Totten                | Jean Lewis                                                 | Michèle Le Gwen (T)                                         |
| 368    | Bugs Bunny à la fête foraine                          | 1974  | Warner Bros. Cartoons                                    | Elisabeth M. Beecher                                       | Fred Abranz, Don Mac Laughlin (A) Michèle Le Gwen (T)       |
| 369    | Le Joyeux Noël de Tom et Jerry                        | 1974  | M.G.M. Cartoons                                          | Peter Archer                                               | Harvey Eisenberg, Samuel Armstrong (A), Michèle Le Gwen (T) |
| 370    | Bozo trouve un ami                                    | 1974  | Hawley Pratt, Al White                                   | Larry Harmon                                               | Tom Goldberg (A) Paul Philippe (T)                          |
| 371    | Bozo roi du cirque                                    | 1974  | Al White                                                 | Larry Harmon                                               | Paul Philippe (T)                                           |
| 372    | Bozo le clown et Queenie l'éléphante                  | 1974  | Allan Hubbard, Milli Jancar                              | Larry Harmon                                               | William Johnston (A) Paul Philippe (T)                      |
| 373    | Réveillez-vous !                                      | 1975  | Ilse-Margret Vogel                                       | Ilse-Margret Vogel                                         | Michèle Le Gwen (T)                                         |
| 374    | Mon ami Pierrot                                       | 1975  | Fred Irvin                                               | Martha Orr Conn                                            | Michèle Le Gwen (T)                                         |
| 375    | La Petite Poule rousse                                | 1975  | Carl et Mary Auge                                        | Evelyn M. Begley                                           | Michèle Le Gwen (T)                                         |
| 376    | Le Petit Train de la montagne                         | 1975  | Giovani Giannini                                         | Sharon Holaves                                             | Michèle Le Gwen (T)                                         |
| 377    | Tom et Jerry rencontrent petit Couac                  | 1977  | Harvey Eisenberg, Don Mac Laughlin                       | M.G.M. Cartoons                                            | Michèle Le Gwen (T)                                         |
| 378    | Yogi au cirque                                        | 1977  | William Hanna, Joseph Barbera, Hawley Pratt, Al White    | Carl Memling                                               |                                                             |
| 379    | Roquet Belles-Oreilles a une idée                     | 1977  | Frans Van Lamsweerde                                     | S. Quentin Hyatt                                           |                                                             |
| 380    | Pixie et Dixie                                        | 1977  | John Carey, Jan Neely                                    | Windler Benson                                             |                                                             |
| 381    | Roquet Belles-Oreilles se charge de tout              | 1977  | William Hanna, Joseph Barbera, Peter Alvarado, Jan Neely | M. V. Jones                                                |                                                             |
| 382    | Tom et Jerry photographes                             | 1977  | Al Andersen                                              | Jean Lewis                                                 | Michèle Le Gwen (T)                                         |
| 383    | ?                                                     | ?     | ?                                                        | ?                                                          | ? (non paru)                                                |
| 384    | Petit panda joue avec les couleurs                    | 1985  | Christopher Santoro                                      | Michaela Muntean                                           |                                                             |
| 385    | Le Petit Chien fantaisiste aux sports d'hiver         | 1985  | Jean Chandler                                            | Jean Chandler                                              |                                                             |
| 386    | Mon petit ours                                        | 1985  | Eloise Wilkin                                            | B. G. Ford                                                 |                                                             |
| 387    | Les animaux de la ferme et leurs bébés                | 1985  | Tien                                                     | Rebecca Heller                                             |                                                             |
| 388    | Coucou nous voilà !                                   | 1985  | Kim Mulkey                                               | Joan Wabb                                                  |                                                             |
| 389    | Une histoire pour ce soir                             | 1985  | Richard Brown                                            | Elisabeth Burrowes                                         |                                                             |
| 390    | Le Chaton voyageur                                    | 1986  | Amye Rosenberg                                           | Lucille Hammond                                            | Evelyne Chatelain (T)                                       |
| 391    | Une souris à la mer !                                 | 1986  | Lucinda Mc Queen                                         | Michaela Mutean                                            |                                                             |
| 392    | La Chanson de l'éléphant                              | 1986  | R. Z. Whitlock                                           | Claude Clayton Smith                                       |                                                             |
| 393    | Petite ourse à l'école                                | 1986  | Joan Elisabeth Goodman                                   | Joan Elisabeth Goodman                                     | Evelyne Chatelain (T)                                       |
| 394    | Cabri cabriole                                        | 1986  | Eugénie                                                  | Lucille Hammond                                            |                                                             |
| 395    | Le Secret de Jérôme                                   | 1986  | Elisabeth Winthrop                                       | ?                                                          |                                                             |
| 396    | Bonne nuit, petites souris                            | 1986  | Diane Dawson                                             | Margaret Madigan                                           |                                                             |
| 397    | Si j'avais un petit chien                             | 1986  | Lilian Obligado                                          | Lilian Obligado                                            |                                                             |
| 398    | Minet gris et chaton roux                             | 1986  | Eugénie                                                  | Eugénie                                                    |                                                             |
| 399    | Un brave petit lapin                                  | 1986  | Maggie Swanson                                           | Betty Ren Wright                                           |                                                             |
| 400    | La mouette qui cherchait la mer                       | 1986  | Lucinda Mc Queen                                         | Claude Clayton Smith                                       |                                                             |
| 401    | Comptez de 1 à 10 au supermarché                      | 1986  | Terri Super                                              | Stéphanie Calmenson                                        |                                                             |
| 402    | ?                                                     | ?     | ?                                                        | ?                                                          | ?                                                           |

Liste des titres de la collection "Un petit livre d'argent" (Équivalent économique avec couverture souple des Petits Livres d'Or).
| Numéro | Titre                                                 | Année | Illustrateur                                            | Auteur                                    | (T)raduction, (A)daptation |
| ------ | ----------------------------------------------------- | ----- | ------------------------------------------------------- | ----------------------------------------- | -------------------------- |
| 1      | Le Chat botté et autres contes                        | ?     | Gertrude Elliott                                        | Charles Perrault                          |                            |
| 2      | Couac le canard et ses amis                           | 1954  | Richard Scarry                                          | Katherine et Byron Jackson                |                            |
| 3      | La Maison neuve de la forêt                           | 1954  | Eloise Wilkin                                           | Lucy Sprague Mitchell                     |                            |
| 4      | Le Train et le Tortillard                             | 1954  | Art Seiden                                              | Margaret Wise Brown                       |                            |
| 5      | Une année à la ville                                  | 1954  | Tibor Gergely                                           | Lucy Sprague Mitchell                     |                            |
| 6      | Un jour au zoo                                        | 1954  | Tibor Gergely                                           | Marion Conger                             |                            |
| 7      | Les Trois Ours                                        | 1955  | Feodor Rojankovsky                                      | Amélina                                   |                            |
| 8      | Grison, le petit âne                                  | 1955  | Dorian et Marion Henderson                              | Arensa Sondergaard, Mary-Maud Reed        |                            |
| 9      | Biquette, la petite chèvre                            | 1955  | Dorian et Marion Henderson                              | Mary-Maud Reed, Edith Osswald             |                            |
| 10     | Cinq petits pompiers                                  | 1955  | Tibor Gergely                                           | Margaret Wise Brown, Edith Thacher Hurd   |                            |
| 11     | Poule blanche et les canards                          | 1955  | Dorian et Marion Henderson                              | Arensa Sondergaard, Mary-Maud Reed        |                            |
| 12     | Noiraud le chat                                       | 1955  | Dorian et Marion Henderson                              | Mary-Maud Reed, Edith Osswald             |                            |
| 13     | Annette l'infirmière                                  | 1955  | Corinne Malvern                                         | Katherine Jackson                         |                            |
| 14     | Le Mariage de poupée                                  | 1955  | Wilma Kane                                              | Hilda Miloche                             |                            |
| 15     | Le Caneton vagabond                                   | 1955  | Alice et Martin Provensen                               | Jane Werner Watson                        |                            |
| 16     | Cacahuète, le poney                                   | 1955  | Dorian et Marion Henderson                              | Arensa Sondergaard, Mary-Maud Reed        |                            |
| 17     | Le Petit Corbeau                                      | 1955  | Marion Henderson                                        | Mary-Maud Reed, Edith Osswald             |                            |
| 18     | Le Petit Chat timide                                  | 1955  | Gustaf Tenggren                                         | Cathleen Schurr                           |                            |
| 19     | Gene Autry                                            | 1955  | Mel Crawford                                            | Steffi Fletcher                           |                            |
| 20     | Roues                                                 | 1955  | Léonard Weisgard                                        | Katherine Jackson                         |                            |
| 21     | Nuit de Noël                                          | 1955  | Corinne Malvern                                         | Clément C. Moore                          | Aimé Gabillon (T)          |
| 22     | Le Géant aux trois cheveux d'or                       | 1956  | Gustaf Tenggren                                         | Jacob et Wilhelm Grimm                    |                            |
| 23     | La Terre et ses merveilles                            | 1956  | William Sayles                                          | Jane Werner Watson                        |                            |
| 24     | Le Petit Livre des nombres                            | 1956  | Violet La Mont                                          | Mary-Maud Reed, Edith Osswald             |                            |
| 25     | Rin Tin Tin                                           | 1956  | Samuel Armstrong                                        | Frank Kearns                              |                            |
| 26     | Notre ami chien                                       | 1956  | Feodor Rojankovsky                                      | Elsa-Ruth Nast                            |                            |
| 27     | La Maison des roitelets                               | 1956  | Irma Wilde                                              | Kay Patton                                |                            |
| 28     | Yvon le grand garçon                                  | 1956  | Eloise Wilkin                                           | Katherine et Byron Jackson                |                            |
| 29     | Jacques et le haricot géant                           | 1956  | Gustaf Tenggren                                         | ?                                         |                            |
| 30     | Les Camions                                           | 1956  | Ray Quigley                                             | Katherine Jackson                         |                            |
| 31     | Une journée au bord de la mer                         | 1956  | Corinne Malvern                                         | Katherine et Byron Jackson                |                            |
| 32     | Lassie                                                | 1956  | J.-M. La Grotta, August Lenox                           | ?                                         |                            |
| 33     | Nos belles journées                                   | 1956  | Eleanor Dart                                            | Janet Frank                               |                            |
| 34     | Le Petit Chaperon rouge                               | 1956  | Evelyn Swetnam                                          | Jacob et Wilhelm Grimm                    |                            |
| 35     | Les Autos                                             | 1956  | William J. Dugan                                        | Katherine Jackson                         |                            |
| 36     | Grain de poivre                                       | 1956  | Florence Sarah Winship                                  | Betty Ren Wright                          |                            |
| 37     | Récits de l'histoire sainte                           | 1956  | L. Segner                                               | ?                                         |                            |
| 38     | Hopalong Cassidy et les deux jeunes cow-boys          | 1956  | Ignatz Sahula-Dycke                                     | Elisabeth M. Beecher                      |                            |
| 39     | Poivre                                                | 1956  | Ben William                                             | Lydia Caplan                              |                            |
| 40     | Roy Rogers et les signes de piste                     | 1957  | Mel Crawford                                            | Gladys Wyatt                              |                            |
| 41     | Mon petit lapin                                       | 1957  | Eloise Wilkin                                           | Patricia M. Scarry                        |                            |
| 42     | Buffalo Bill et sa sœur                               | 1957  | Hamilton Greene                                         | Gladys Wyatt                              |                            |
| 43     | Les Rêves de Pierrot                                  | 1957  | Charles Clément                                         | P. Lynn                                   |                            |
| 44     | Dale Evans et le coyote                               | 1957  | E. Joseph Dreany                                        | Gladys Wyatt                              |                            |
| 45     | Allons à la foire                                     | 1957  | M.-K. Marles                                            | I. Wilde                                  |                            |
| 46     | J'habille ma poupée                                   | 1957  | Wilma Kane                                              | Hilda Miloche                             | Aimé Gabillon (T)          |
| 47     | Rintintin et le petit indien                          | 1957  | Hamilton Greene                                         | Monica Hill                               |                            |
| 48     | Sambo, le petit noir                                  | 1957  | Gustaf Tenggren                                         | Helen Bannerman                           |                            |
| 49     | Roy Rogers - gâchette et mousquet                     | 1957  | August Lenox                                            | Elisabeth M. Beecher                      |                            |
| 50     | Yip-Yip, chien de garde                               | 1957  | Tibor Gergely                                           | Katherine et Byron Jackson                |                            |
| 51     | Histoire de l'enfant Jésus                            | 1957  | Steffie Lerch                                           | Béatrice Alexander                        |                            |
| 52     | Mon premier vocabulaire                               | 1957  | Mary Gehr                                               | Mary Gehr                                 |                            |
| 53     | Le Petit Lapin turbulent                              | 1957  | Gustaf Tenggren                                         | Ariane                                    |                            |
| 54     | La Petite Jument bleue                                | 1957  | Florence Sarah Winship                                  | Mary Elting                               |                            |
| 55     | Une année à la ferme                                  | 1958  | R. Floethe                                              | Lucy Sprague Mitchel                      |                            |
| 56     | Les Chatons barbouilleurs                             | 1958  | Alice et Martin Provensen                               | Margaret Wise Brown                       |                            |
| 57     | Bonsoir les jouets                                    | 1958  | Alison Cummings, Sharon Banigan                         | M. Gerard, Sharon Banigan                 |                            |
| 58     | Histoires de bêtes                                    | 1958  | Garth Williams                                          | Jane Werner Watson                        |                            |
| 59     | Rémi et sa ménagerie                                  | 1958  | Aurelius Battaglia                                      | Jane Werner Watson                        |                            |
| 60     | Qui habite ici ?                                      | 1958  | Eloise Wilkin                                           | Louise Woodcock                           |                            |
| 61     | Trois braves petits boucs                             | 1958  | Richard Scarry                                          | Marian Potter                             |                            |
| 62     | Les Deux Petits Jardiniers                            | 1958  | Gertrude Elliott                                        | Margaret Wise Brown, Edith Thacher Hurd   |                            |
| 63     | Maman arrange tout                                    | 1958  | Eloise Wilkin                                           | Lucy Sprague Mitchell                     |                            |
| 64     | Hansel et Gretel                                      | 1958  | Eloise Wilkin                                           | Jacob et Wilhelm Grimm                    |                            |
| 65     | Aigle intrépide                                       | 1958  | Si Vanderlaan                                           | Charles Spain Verral                      |                            |
| 66     | Rintintin et le bandit                                | 1958  | Mel Crawford                                            | Charles Spain Verral                      |                            |
| 67     | Prières d'enfants                                     | 1958  | Eloise Wilkin                                           | Eloise Wilkin                             |                            |
| 68     | Allons faire les courses                              | 1958  | Louis Combe                                             | Louis Combe                               |                            |
| 69     | Le Petit Âne                                          | 1958  | Tibor Gergely                                           | Alice Lunt                                |                            |
| 70     | Vif-Argent saute l'obstacle                           | 1959  | Mel Crawford                                            | Seymour Reit                              |                            |
| 71     | Mon petit ours                                        | 1959  | Eloise Wilkin                                           | Patricia M. Scarry                        | Aimé Gabillon (T)          |
| 72     | À la découverte de l'espace                           | 1959  | Rose Wyler                                              | Sally Tate                                |                            |
| 73     | Tony et son poney                                     | 1959  | V. Marchand                                             | M. Chlein                                 |                            |
| 74     | Lassie et ses exploits                                | 1959  | Mel Crawford                                            | Charles Spain Verral                      |                            |
| 75     | Le Petit Trappeur                                     | 1959  | Gustaf Tenggren                                         | Katherine Jackson                         |                            |
| 76     | Dinosaures                                            | 1959  | W. de J. Rutherfoord                                    | Jane Werner Watson                        |                            |
| 77     | Mon petit chat                                        | 1959  | Eloise Wilkin                                           | Patricia M. Scarry                        |                            |
| 78     | Les Jumelles                                          | 1959  | Eloise Wilkin                                           | Ruth et Harold Shane                      |                            |
| 79     | Tom Pouce                                             | 1959  | William J. Dugan                                        | Carl Memling                              |                            |
| 80     | Les Animaux tout petits                               | 1959  | Adèle Werber                                            | Katherine et Byron Jackson                | Aimé Gabillon (T)          |
| 81     | Noël                                                  | 1959  | Eloise Wilkin                                           | Clément C. Moore                          |                            |
| 82     | Le Fermier et ses bêtes                               | 1959  | Richard Scarry                                          | Leah Gale                                 |                            |
| 83     | L'Aventure de tigre                                   | 1959  | William P. Gottlieb                                     | ?                                         |                            |
| 84     | Mimi le chat                                          | 1959  | Florence Sarah Winship                                  | Dorothy Haas                              |                            |
| 85     | Le Petit Lapin turbulent                              | 1959  | Gustaf Tenggren                                         | Ariane                                    |                            |
| 86     | Fables                                                | 1959  | Steven Medvey                                           | Jean de La Fontaine                       |                            |
| 87     | Mon petit A.B.C.                                      | 1959  | Eloise Wilkin                                           | Eloise Wilkin                             |                            |
| 88     | Maverick                                              | 1960  | J. Leone                                                | Carl Memling                              |                            |
| 89     | Heidi                                                 | 1960  | Corinne Malvern                                         | Johanna Spyri                             | Aimé Gabillon (T)          |
| 90     | Un jour au zoo                                        | 1960  | Tibor Gergely                                           | Marion Conger                             |                            |
| 91     | Les Images et les mots                                | 1960  | Charles Clément                                         | ?                                         |                            |
| 92     | Les Autos                                             | 1960  | William J. Dugan                                        | Katherine Jackson                         |                            |
| 93     | Sambo, le petit noir                                  | 1960  | Gustaf Tenggren                                         | Helen Bannerman                           |                            |
| 94     | L'Escapade du petit chat                              | 1960  | Feodor Rojankovsky                                      | Nina                                      |                            |
| 95     | Le Brave Petit Tailleur                               | 1960  | John Parr Miller                                        | Jacob et Wilhelm Grimm                    | Aimé Gabillon (T)          |
| 96     | Le Petit Indien                                       | 1960  | Léonard Weisgard                                        | Charlotte Zolotow                         | Aimé Gabillon (T)          |
| 97     | Une journée au bord de la mer                         | 1960  | Corinne Malvern                                         | Katherine et Byron Jackson                |                            |
| 98     | Ma petite sœur                                        | 1960  | Eloise Wilkin                                           | Ruth et Harold Shane                      | Aimé Gabillon (T)          |
| 99     | Petit dictionnaire en images                          | 1960  | Tibor Gergely                                           | Nancy Fielding Hulick                     |                            |
| 100    | La Belle Histoire de Noël                             | 1960  | Eloise Wilkin                                           | Jane Werner Watson                        | Aimé Gabillon (T)          |
| 101    | Mon premier Noël                                      | 1960  | Eloise Wilkin                                           | Esther Burns Wilkin                       |                            |
| 102    | Le Poney de Tony                                      | 1961  | William P. Gottlieb                                     | ?                                         |                            |
| 103    | Les Chatons barbouilleurs                             | 1961  | Alice et Martin Provensen                               | Margaret Wise Brown                       |                            |
| 104    | Tim et Pierrot                                        | 1961  | Lilian Obligado                                         | Kathleen N. Daly                          |                            |
| 105    | Le Caneton vagabond                                   | 1961  | Alice et Martin Provensen                               | Jane Werner Watson                        |                            |
| 106    | Le Petit Livre des nombres                            | 1961  | Violet La Mont                                          | Mary-Maud Reed, Edith Osswald             |                            |
| 107    | Visite à la ferme                                     | 1961  | John Parr Miller                                        | Nancy Fielding Hulick                     |                            |
| 108    | La Maison des roitelets                               | 1961  | Irma Wilde                                              | Kay Patton                                |                            |
| 109    | Le Secret du castor                                   | 1961  | Richard Scarry                                          | Patricia M. Scarry                        |                            |
| 110    | La Belle et la Bête et autres contes                  | 1961  | Gordon Laite                                            | De Beaumont                               | Gordon Laite (A)           |
| 111    | Le Chat botté et autres contes                        | 1961  | Gertrude Elliott                                        | Charles Perrault                          |                            |
| 112    | La Maison neuve de la forêt                           | 1961  | Eloise Wilkin                                           | Lucy Sprague Mitchell                     |                            |
| 113    | Les Animaux et leurs petits                           | 1961  | Feodor Rojankovsky                                      | Feodor Rojankovsky                        |                            |
| 114    | Grison, le petit âne                                  | 1961  | Dorian et Marion Henderson                              | Arensa Sondergaard, Mary-Maud Reed        |                            |
| 115    | Couac le canard et ses amis                           | 1961  | Richard Scarry                                          | Katherine et Byron Jackson                |                            |
| 116    | Combien pèse un éléphant ?                            | 1961  | Mel Crawford                                            | Nancy Fielding Hulick                     |                            |
| 117    | Boby et le petit lapin                                | 1961  | William P. Gottlieb                                     | William P. Gottlieb                       |                            |
| 118    | Biquette, la petite chèvre                            | 1961  | Dorian et Marion Henderson                              | Mary-Maud Reed, Edith Osswald             |                            |
| 119    | Le Petit Chat qui croyait être une souris             | 1961  | Garth Williams                                          | Mary Norton                               | Aimé Gabillon (T)          |
| 120    | Blanche Neige et Rouge-Rose                           | 1961  | Gustaf Tenggren                                         | Jacob et Wilhelm Grimm                    | Aimé Gabillon (T)          |
| 121    | Sais-tu qui je suis ? Un livre devinette              | 1961  | Cornelius Dewitt                                        | Ruth Leon                                 |                            |
| 122    | Lapinot cherche une maison                            | 1961  | Garth Williams                                          | Margaret Wise Brown                       |                            |
| 123    | Noiraud le chat                                       | ?     | Dorian et Marion Henderson                              | Mary-Maud Reed, Edith Osswald             |                            |
| 124    | La Maison de bébé                                     | 1962  | Mary Blair                                              | Gelolo Mc Hugh                            |                            |
| 125    | Ma poupée chérie                                      | 1962  | Eloise Wilkin                                           | Patricia M. Scarry                        |                            |
| 126    | Le Lapin et ses amis                                  | 1962  | Richard Scarry                                          | Richard Scarry                            |                            |
| 127    | Roy Rogers et les signes de piste                     | 1962  | Mel Crawford                                            | Gladys Wyatt                              |                            |
| 128    | Pouce poussin                                         | 1962  | Richard Scarry                                          | Vivienne Benstead                         | Michèle Le Gwen (T)        |
| 129    | Poucette                                              | 1962  | Gustaf Tenggren                                         | Hans Christian Andersen                   | Aimé Gabillon (T)          |
| 130    | Le Petit Étang dans les bois                          | 1962  | Tibor Gergely                                           | Muriel Ward                               |                            |
| 131    | L'Oncle Barnabé et sa ferme                           | 1962  | Moritz Kennel                                           | Moritz Kennel                             |                            |
| 132    | Le Petit Chaperon rouge…                              | 1962  | Gustaf Tenggren                                         | Jacob et Wilhelm Grimm                    |                            |
| 133    | Jeannot lapin                                         | 1962  | Richard Scarry                                          | Patricia M. Scarry                        |                            |
| 134    | La Maison magique                                     | 1962  | John Parr Miller                                        | Margaret Wise Brown                       |                            |
| 135    | Nuit de Noël                                          | 1962  | Corinne Malvern                                         | Clément C. Moore                          | Aimé Gabillon (T)          |
| 136    | Roquet Belles-Oreilles bâtit sa maison                | 1962  | Harvey Eisenberg, Al White                              | Ann Mc Govern                             |                            |
| 137    | Histoires de bêtes                                    | 1962  | Garth Williams                                          | Jane Werner Watson                        |                            |
| 138    | Roquet Belles-Oreilles et ses amis                    | 1962  | William Hanna, Joseph Barbera, Ben de Nunez, Bob Totten | P. Cherr                                  |                            |
| 139    | Aujourd'hui je suis un Indien                         | 1962  | William J. Dugan                                        | Kathryn Hitte                             |                            |
| 140    | Pixie et Dixie                                        | 1962  | John Carey, Jan Neely                                   | Windler Benson                            |                            |
| 141    | La souris des villes et la souris des champs          | 1962  | Richard Scarry                                          | Patricia M. Scarry (d'après Esope)        |                            |
| 142    | Pim le poney                                          | ?     | Dower Wilson                                            | Blanche Chenery Perrin                    |                            |
| 143    | Yogi champion                                         | ?     | S. Quentin Hyatt                                        | M. Kawaguchi et B. Barrit                 |                            |
| 144    | Bonne nuit, petit ours !                              | ?     | Richard Scarry                                          | Patricia M. Scarry                        |                            |
| 145    | Les Animaux tout petits                               | ?     | Adèle Werber                                            | Katherine et Byron Jackson                | Aimé Gabillon (T)          |
| 146    | Le Train et le Tortillard                             | 1963  | Art Seiden                                              | Margaret Wise Brown                       |                            |
| 147    | Le Petit Livre des chiens                             | 1963  | Tibor Gergely                                           | Nita Jones                                | Aimé Gabillon (T)          |
| 148    | Mon petit chat                                        | 1963  | Eloise Wilkin                                           | Patricia M. Scarry                        |                            |
| 149    | Sur la plage                                          | 1963  | Tibor Gergely                                           | Kathleen N. Daly                          |                            |
| 150    | Mon petit ours                                        | 1963  | Eloise Wilkin                                           | Patricia M. Scarry                        | Aimé Gabillon (T)          |
| 151    | Minou le chaton                                       | 1963  | Alice et Martin Provensen                               | Katherine et Byron Jackson                |                            |
| 152    | Hansel et Gretel                                      | 1963  | Eloise Wilkin                                           | Jacob et Wilhelm Grimm                    |                            |
| 153    | Les Enfants de Bambi                                  | 1963  | Walt Disney Studios                                     | Walt Disney                               |                            |
| 154    | Le Petit Homme de Disneyville                         | 1963  | Walt Disney Studios                                     | Walt Disney                               |                            |
| 155    | Le Petit Indien                                       | 1963  | Léonard Weisgard                                        | Charlotte Zolotow                         | Aimé Gabillon (T)          |
| 156    | Trois petits cochons                                  | 1963  | Walt Disney Studios                                     | Walt Disney                               |                            |
| 157    | Donald et le code de sécurité                         | 1963  | Walt Disney Studios                                     | Walt Disney                               |                            |
| 158    | Vive la vie !                                         | 1963  | E. Kurtz                                                | Charlotte Zolotow                         |                            |
| 159    | Mickey et Pluto, chasseurs sous-marins                | 1963  | Walt Disney Studios                                     | Walt Disney                               |                            |
| 160    | Donald, roi du studio                                 | 1963  | Walt Disney Studios                                     | Walt Disney                               |                            |
| 161    | Donald, chauffeur modèle                              | 1963  | Walt Disney Studios                                     | Walt Disney                               |                            |
| 162    | Le Secret du castor                                   | 1963  | Richard Scarry                                          | Patricia M. Scarry                        |                            |
| 163    | La Belle et la Bête et autres contes                  | 1963  | Gordon Laite                                            | De Beaumont                               | Gordon Laite (A)           |
| 164    | La Découverte du petit lapin                          | 1963  | Lilian Obligado                                         | Margaret Wise Brown                       |                            |
| 165    | Couac le canard et ses amis                           | 1963  | Richard Scarry                                          | Katherine et Byron Jackson                |                            |
| 166    | Donald le canard                                      | 1963  | Walt Disney Studios                                     | Walt Disney                               |                            |
| 167    | La Maison neuve de la forêt                           | 1963  | Eloise Wilkin                                           | Lucy Sprague Mitchell                     |                            |
| 168    | Cendrine et Yogi                                      | ?     | Harvey Eisenberg, Milli Jancar                          | J. Klinordlinger                          |                            |
| 169    | Le Petit Esquimau                                     | ?     | Léonard Weisgard                                        | Katherine Jackson                         |                            |
| 170    | Aladin et la lampe merveilleuse                       | ?     | Richard Scarry                                          | Conte de Mille et une nuits               | Kathleen N. Daly (A)       |
| 171    | Contes d'Andersen                                     | ?     | Lowell Hess                                             | Hans Christian Andersen                   | Anne-Terry White (A)       |
| 172    | L'Ours brun                                           | ?     | Gustaf Tenggren                                         | Georges Duplaix                           |                            |
| 173    | Cligne-Etoile                                         | ?     | Richard Scarry                                          | Ann Mc Govern                             |                            |
| 174    | 4 petits toutous                                      | 1964  | Lilian Obligado                                         | Anne Heathers                             |                            |
| 175    | Tortillou                                             | 1964  | Eloise Wilkin                                           | Louise Woodcock                           |                            |
| 176    | Arthur, le rhinocéros                                 | 1964  | Tibor Gergely                                           | Carl Memling                              |                            |
| 177    | Monsieur chien                                        | 1964  | Garth Williams                                          | Margaret Wise Brown                       |                            |
| 178    | Visite à la ferme                                     | 1964  | John Parr Miller                                        | Nancy Fielding Hulick                     |                            |
| 179    | Donald à Disneyville                                  | 1964  | Walt Disney Studios                                     | Walt Disney                               |                            |
| 180    | Chocolat s'amuse                                      | 1964  | Sue d'Avignon                                           | May Justus                                |                            |
| 181    | Pluto au zoo                                          | 1964  | Walt Disney Studios                                     | Walt Disney                               |                            |
| 182    | Peter et Wendy                                        | 1964  | Walt Disney Studios                                     | Walt Disney                               |                            |
| 183    | Que dis-tu chaton ?                                   | 1964  | T. Schart                                               | M. Bellah                                 |                            |
| 184    | Un Festin de lion                                     | 1964  | Gustaf Tenggren                                         | Katherine Jackson                         |                            |
| 185    | Donald et l'arbre enchanté                            | 1964  | Walt Disney                                             | Walt Disney                               |                            |
| 186    | Le Zoo des enfants                                    | 1964  | Mel Crawford                                            | Barbara Shook Hazen                       |                            |
| 187    | Trois braves petits boucs                             | 1964  | Richard Scarry                                          | Marian Potter                             |                            |
| 188    | Yogi fête Noël                                        | 1964  | Sylvia et Burnett Mattinson                             | William Hanna, Joseph Barbera, S. Quentin |                            |
| 189    | Pecos Bill                                            | 1964  | Walt Disney Studios                                     | Walt Disney                               |                            |
| 190    | Pierre et Toine                                       | 1964  | Suzy Weigel                                             | Mira Lobe                                 |                            |
| 191    | Jolie ronde                                           | 1965  | Annie Galst                                             | Annie Galst                               |                            |
| 192    | Le Petit Wagon rouge                                  | 1965  | Tibor Gergely                                           | Marian Potter                             | Aimé Gabillon (T)          |
| 193    | Pouce poussin                                         | 1965  | Richard Scarry                                          | Vivienne Benstead                         | Michèle Le Gwen (T)        |
| 194    | Bonjour, docteur !                                    | 1965  | Richard Scarry                                          | Jean Hortense Seligmann, Milton I. Levine |                            |
| 195    | J'aime les couleurs                                   | 1965  | Leonard Shortall                                        | Adelaïde Holl                             |                            |
| 196    | Vif-Argent                                            | 1965  | Mel Crawford                                            | Kathleen Irwin                            |                            |
| 197    | Quelle aventure !                                     | 1965  | Elisabeth Brozowska                                     | Elisabeth Brozowska                       |                            |
| 198    | Les Musiciens de Brême                                | 1965  | John Parr Miller                                        | Jacob et Wilhelm Grimm                    | Aimé Gabillon (T)          |
| 199    | Un matin d'été                                        | 1965  | Bonnie et Bill Rutherford                               | B. Rutherford                             |                            |
| 200    | Roquet Belles-Oreilles bâtit sa maison                | 1965  | Harvey Eisenberg, Al White                              | Ann Mc Govern                             |                            |
| 201    | Le Petit Zèbre vagabond                               | 1965  | N. et D. Garris                                         | Donna Lugg Pape                           |                            |
| 202    | Qui a vu le gardien ?                                 | 1965  | Art Seiden                                              | Mabel Watts                               |                            |
| 203    | Jeannot lapin                                         | 1965  | Richard Scarry                                          | Patricia M. Scarry                        |                            |
| 204    | Le Plus Elégant des petits lapins                     | 1965  | Jan Pfloog                                              | J. Braddock                               |                            |
| 205    | Dodo, l'enfant do...                                  | 1965  | Irma Wilde                                              | R. Davies                                 |                            |
| 206    | L'Aventure de Pixie et Dixie                          | 1965  | William Hanna, Joseph Barbera, John Carey, Jan Neely    | Mary Windler Benson                       |                            |
| 207    | Un cadeau pour Noël                                   | 1965  | Walt Disney Studios, N.Mode, J. Fletcher                | M. L. Hit                                 |                            |
| 208    | Histoire d'un lapin gris                              | 1966  | Bernice Myers                                           | Revena                                    |                            |
| 209    | Mickey et le crocodile                                | 1965  | Walt Disney Studios                                     | Walt Disney                               |                            |
| 210    | Qui habite à la ferme ?                               | 1966  | Richard Scarry                                          | Jan Pfloog                                |                            |
| 211    | La Surprise de Sophie                                 | 1966  | Ann M. Magagna                                          | F. Michelson                              |                            |
| 212    | Hansel et Gretel                                      | 1966  | Eloise Wilkin                                           | Jacob et Wilhelm Grimm                    |                            |
| 213    | Mickey en vacances                                    | 1966  | Walt Disney Studios                                     | Walt Disney                               |                            |
| 214    | L'Eécureuil et le Corbeau                             | 1966  | B. Cobrigan                                             | Jean de La Fontaine                       | R. Stempel (A)             |
| 215    | Donald a des ennuis                                   | 1966  | Gene Wolfe                                              | Walt Disney                               | S. Walsh, Gene Wolfe (A)   |
| 216    | L'Aventure des Robinsons Suisses                      | 1966  | Paul Granger                                            | Johann Wyss                               | Jean Lewis (A)             |
| 217    | Pipo le petit cheval                                  | 1966  | Irma Wilde                                              | M. K. Marks                               |                            |
| 218    | Aventures en voyage                                   | 1966  | Walt Disney Studios                                     | Walt Disney                               |                            |
| 219    | Histoires de bêtes                                    | 1966  | Garth Williams                                          | Jane Werner Watson                        |                            |
| 220    | Poule rousse et le renard                             | 1966  | Suzanne                                                 | Vera Southgate                            |                            |
| 221    | Minou le chaton                                       | 1966  | Alice et Martin Provensen                               | Katherine et Byron Jackson                |                            |
| 222    | Plif, Plaf Et Plouf                                   | 1966  | Irma Wilde                                              | Donna Lugg Pape                           |                            |
| 223    | Le Petit Chaperon rouge                               | 1966  | Evelyn Swetnam                                          | Jacob et Wilhelm Grimm                    |                            |
| 224    | Quatre amis pour un petit garçon                      | 1966  | Carl et Mary Auge                                       | Steffi Fletcher                           |                            |
| 225    | Donald et l'abeille enragée                           | 1966  | Walt Disney Studios                                     | Walt Disney                               |                            |
| 226    | Les Deux Petites Souris                               | 1966  | Carl et Mary Auge                                       | ?                                         |                            |
| 227    | Le Chat botté et autres contes                        | 1966  | Gertrude Elliott                                        | Charles Perrault                          |                            |
| 228    | Mickey aux sports d'hiver                             | 1966  | Walt Disney Studios                                     | Walt Disney                               |                            |
| 229    | Prières d'enfants                                     | 1966  | Eloise Wilkin                                           | Eloise Wilkin                             |                            |
| 230    | Les Camions                                           | 1966  | Ray Quigley                                             | Katherine Jackson                         |                            |
| 231    | Le Petit Âne                                          | 1966  | Tibor Gergely                                           | Alice Lunt                                |                            |
| 232    | Biquette, la petite chèvre                            | 1966  | Dorian et Marion Henderson                              | Mary-Maud Reed, Edith Osswald             |                            |
| 233    | Les Trois Ours                                        | 1966  | Feodor Rojankovsky                                      | Amélina                                   |                            |
| 234    | Bonne nuit, petit ours !                              | 1966  | Richard Scarry                                          | Patricia M. Scarry                        |                            |
| 235    | La Maison des roitelets                               | 1966  | Irma Wilde                                              | Kay Patton                                |                            |
| 236    | Julienne, la souris musicienne                        | 1966  | Niels Mogens Bodecker                                   | Adelaïde Holl                             | Michèle Le Gwen (T)        |
| 237    | La souris des villes et la souris des champs          | 1966  | Richard Scarry                                          | Patricia M. Scarry (d'après Esope)        |                            |
| 238    | Mimi le chat                                          | 1967  | Florence Sarah Winship                                  | Dorothy Haas                              |                            |
| 239    | Tim et Pierrot                                        | 1967  | Lilian Obligado                                         | Kathleen N. Daly                          |                            |
| 240    | Chansons pour un soir                                 | 1967  | Roberto Sgrilli                                         | Roberto Sgrilli                           |                            |
| 241    | L'Escapade du petit chat                              | 1967  | Feodor Rojankovsky                                      | Nina                                      |                            |
| 242    | Bimbo le petit africain                               | 1967  | Susi Weigel                                             | Mira Lobe                                 |                            |
| 243    | Un, deux, trois… comptez avec moi                     | 1967  | Roberto Sgrilli                                         | G. Falzone Fontanelli                     |                            |
| 244    | Les Animaux et leurs petits                           | 1967  | Feodor Rojankovsky                                      | Feodor Rojankovsky                        |                            |
| 245    | Biscuit fait l'école buissonnière                     | 1967  | Roberto Sgrilli                                         | Blanche Chenery Perrin                    |                            |
| 246    | Le Petit Canard au nœud rouge                         | 1967  | Susi Weigel                                             | Mira Lobe                                 |                            |
| 247    | Noiraud le chat                                       | 1967  | Dorian et Marion Henderson                              | Mary-Maud Reed, Edith Osswald             |                            |
| 248    | La Parade des clowns                                  | 1967  | Seymour Reit                                            | J. Nigro                                  |                            |
| 249    | L'Oie d'or / Les Lutins                               | 1967  | Gerti Mauser-Lichtl                                     | Jacob et Wilhelm Grimm                    | Michèle Le Gwen (A)        |
| 250    | Viens au cirque avec moi                              | 1967  | G. Falzone Fontanelli                                   | Micheline                                 |                            |
| 251    | Le Fifre enchanté                                     | 1967  | Roberto Sgrilli                                         | E. Browning                               |                            |
| 252    | Pim le poney                                          | 1967  | Dower Wilson                                            | Blanche Chenery Perrin                    |                            |
| 253    | Le Roi Barbe de grive, les sept corbeaux              | 1967  | Gerti Mauser-Lichtl                                     | Jacob et Wilhelm Grimm                    | Michèle Le Gwen (A)        |
| 254    | Le Vilain Petit Canard                                | 1967  | Roberto Sgrilli                                         | Hans Christian Andersen                   |                            |
| 255    | Cacahuète, le poney                                   | 1967  | Dorian et Marion Henderson                              | Arensa Sondergaard, Mary-Maud Reed        |                            |
| 256    | Blanche Neige et Rouge-Rose                           | 1967  | Gustaf Tenggren                                         | Jacob et Wilhelm Grimm                    | Aimé Gabillon (T)          |
| 257    | Les Chatons barbouilleurs                             | 1967  | Alice et Martin Provensen                               | Margaret Wise Brown                       |                            |
| 258    | Le Petit Trappeur                                     | 1967  | Gustaf Tenggren                                         | Katherine Jackson                         |                            |
| 259    | Mon petit lapin                                       | 1967  | Eloise Wilkin                                           | Patricia M. Scarry                        |                            |
| 260    | Fables                                                | 1967  | Steven Medvey                                           | Jean de La Fontaine                       |                            |
| 261    | Le Loup et les sept chevreaux. Les musiciens de Brême | 1967  | Gerti Mauser-Lichtl                                     | Jacob et Wilhelm Grimm                    | Michèle Le Gwen (A)        |
| 262    | Un chien sur un bateau                                | 1967  | Neil Boyle                                              | Robin Palmer                              |                            |
| 263    | La Flèche brisée                                      | ?     | Mel Crawford                                            | Charles Spain Verral                      |                            |
| 264    | La Petite Poucette                                    | 1968  | Roberto Sgrilli                                         | Hans Christian Andersen                   | Michèle Le Gwen (A)        |
| 265    | Un brave chien                                        | 1968  | Jane Curry                                              | Florence Sarah Winship                    |                            |
| 266    | Le Roi et le benêt                                    | 1968  | E. Trusco                                               | Giuilio Cesare Croce                      |                            |
| 267    | Pipo le petit cheval                                  | 1968  | Irma Wilde                                              | M. K. Marks                               |                            |
| 268    | La Maison magique                                     | 1968  | John Parr Miller                                        | Margaret Wise Brown                       |                            |
| 269    | Le Petit Livre des chiens                             | 1968  | Tibor Gergely                                           | Nita Jones                                | Aimé Gabillon (T)          |
| 270    | Ali Baba et les quarante voleurs                      | 1968  | Lowell Hess                                             | Conte des Mille et Une Nuits              |                            |
| 271    | Cléo                                                  | 1968  | Durward B. Graybill (photo)                             | Irwin Shapiro                             |                            |
| 272    | L'Infatigable Petit Train                             | 1968  | Roberto Sgrilli                                         | Betty                                     | Michèle Le Gwen (A)        |
| 273    | La Belle au bois dormant                              | 1968  | Roberto Sgrilli                                         | Charles Perrault                          | Michèle Le Gwen (A)        |
| 274    | Le Zoo magique                                        | 1968  | Roberto Sgrilli                                         | Roberto Sgrilli                           | Micheline (T)              |
| 275    | Le Plus Grand Chien de la ville                       | 1968  | Tiz                                                     | Betty Ren Wright                          |                            |
| 276    | Les Exploits du baron de Münchausen                   | 1968  | Etrusco                                                 | Rudolf Erich Raspe                        | Michèle Le Gwen (A)        |
| 277    | Cendrillon                                            | 1968  | Roberto Sgrilli                                         | Charles Perrault                          | Michèle Le Gwen (A)        |
| 278    | Pinocchio                                             | 1969  | P. Totoro                                               | Carlo Collodi                             | Michèle Le Gwen (A)        |
| 279    | Contes d'Andersen                                     | 1969  | Lowell Hess                                             | Hans Christian Andersen                   | Anne-Terry White (A)       |
| 280    | Le Fermier et ses bêtes                               | 1969  | Richard Scarry                                          | Leah Gale                                 |                            |
| 281    | Le Caneton vagabond                                   | 1969  | Alice et Martin Provensen                               | Jane Werner Watson                        |                            |
| 282    | Yip-Yip, chien de garde                               | 1969  | Tibor Gergely                                           | Katherine et Byron Jackson                |                            |
| 283    | Les Images et les Mots                                | 1969  | Charles Clément                                         | ?                                         |                            |
| 284    | Jeannot lapin                                         | 1969  | Richard Scarry                                          | Patricia M. Scarry                        |                            |
| 285    | Hou-hou ! cachons-nous !                              | 1969  | Dower Wilson                                            | Eileen Daly                               | Micheline (T)              |
| 286    | Blanche-Neige et les Sept Nains                       | 1969  | Roberto Sgrilli                                         | Jacob et Wilhelm Grimm                    | Michèle Le Gwen (A)        |
| 287    | La Petite Fille aux allumettes                        | 1969  | Rudym                                                   | Hans Christian Andersen                   | Michèle Le Gwen (A)        |
| 288    | Qui habite à la ferme ?                               | 1969  | Richard Scarry                                          | Jan Pfloog                                |                            |
| 289    | Woody le pic et les castors                           | 1969  | Frank Mac Savage                                        | N. Tall                                   | Michèle Le Gwen (T)        |
| 290    | La Découverte du petit lapin                          | 1969  | Lilian Obligado                                         | Margaret Wise Brown                       |                            |
| 291    | Découvrons les couleurs                               | 1969  | Eva Wenzel-Bürger                                       | H. Hall                                   | Michèle Le Gwen (T)        |
| 292    | Vif-Argent                                            | 1969  | Mel Crawford                                            | Kathleen Irwin                            |                            |
| 293    | Bonjour, docteur !                                    | 1969  | Richard Scarry                                          | Jean Hortense Seligmann, Milton I. Levine |                            |
| 294    | Le Petit Chaperon rouge                               | 1969  | Gustaf Tenggren                                         | Jacob et Wilhelm Grimm                    |                            |
| 295    | Jolie ronde                                           | 1969  | Annie Galst                                             | Annie Galst                               |                            |
| 296    | Minou le chaton                                       | 1969  | Alice et Martin Provensen                               | Katherine et Byron Jackson                |                            |
| 297    | Histoires de bêtes                                    | 1969  | Garth Williams                                          | Jane Werner Watson                        |                            |
| 298    | Le Petit Lapin et l'étang magique                     | 1969  | Jytte Grindsted                                         | Jytte Grindsted                           | Michèle Le Gwen (T)        |
| 299    | La souris des villes et la souris des champs          | 1969  | Richard Scarry                                          | Patricia M. Scarry (d'après Esope)        |                            |
| 300    | Le Secret du castor                                   | 1969  | Richard Scarry                                          | Patricia M. Scarry                        |                            |
| 301    | Poule rousse et le renard                             | 1969  | Suzanne                                                 | Vera Southgate                            |                            |
| 302    | L'Ours brun                                           | 1969  | Gustaf Tenggren                                         | Georges Duplaix                           |                            |
| 303    | Sambo, le petit noir                                  | 1970  | Gustaf Tenggren                                         | Helen Bannerman                           |                            |
| 304    | Les Chatons barbouilleurs                             | 1970  | Alice et Martin Provensen                               | Margaret Wise Brown                       |                            |
| 305    | Biscuit fait l'école buissonière                      | 1970  | Roberto Sgrilli                                         | Blanche Chenery Perrin                    |                            |
| 306    | Visite à la ferme                                     | 1970  | John Parr Miller                                        | Nancy Fielding Hulick                     |                            |
| 307    | Blanche Neige et Rouge-Rose                           | 1970  | Gustaf Tenggren                                         | Jacob et Wilhelm Grimm                    | Aimé Gabillon (T)          |
| 308    | Le Petit Canard au nœud rouge                         | 1970  | Susi Weigel                                             | Mira Lobe                                 |                            |
| 309    | Vive le vent                                          | 1970  | Robert Pierce                                           | Robert Pierce                             | Michèle Le Gwen (T)        |
| 310    | L'Oie d'or / Les Lutins                               | 1970  | Gerti Mauser-Lichtl                                     | Jacob et Wilhelm Grimm                    | Michèle Le Gwen (A)        |
| 311    | Plif, Plaf Et Plouf                                   | 1970  | Irma Wilde                                              | Donna Lugg Pape                           |                            |
| 312    | Vole, vole petit ours                                 | 1970  | Joan Allen                                              | Michèle Le Gwen                           |                            |
| 313    | Hansel et Gretel                                      | 1970  | Eloise Wilkin                                           | Jacob et Wilhelm Grimm                    |                            |
| 314    | Aladin et la lampe merveilleuse                       | 1970  | Richard Scarry                                          | Conte de Mille et Une Nuits               | Kathleen N. Daly (A)       |
| 315    | Les Trois Ours                                        | 1970  | Feodor Rojankovsky                                      | Amélina                                   |                            |
| 316    | Le Petit Trappeur                                     | 1970  | Gustaf Tenggren                                         | Katherine Jackson                         |                            |
| 317    | Julienne, la souris musicienne                        | 1970  | Niels Mogens Bodecker                                   | Adelaïde Holl                             | Michèle Le Gwen (T)        |
| 318    | Le Petit Lapin turbulent                              | 1970  | Gustaf Tenggren                                         | Ariane                                    |                            |
| 319    | Un deux trois, comptez avec moi                       | 1970  | Roberto Sgrilli                                         | G. Falzone Fontanelli                     |                            |
| 320    | Pipo le petit cheval                                  | 1970  | Irma Wilde                                              | M. K. Marks                               |                            |
| 321    | Ali Baba et les quarante voleurs                      | 1970  | Lowell Hess                                             | Conte de Mille et Une Nuits               |                            |
| 322    | Le chat botté et autres contes                        | 1970  | Gertrude Elliott                                        | Charles Perrault                          |                            |
| 323    | L'Infatigable Petit Train                             | 1970  | Roberto Sgrilli                                         | Betty                                     | Michèle Le Gwen (A)        |
| 324    | La Belle au bois dormant                              | 1970  | Roberto Sgrilli                                         | Charles Perrault                          | Michèle Le Gwen (A)        |
| 325    | La Maison magique                                     | 1970  | John Parr Miller                                        | Margaret Wise Brown                       |                            |
| 326    | Cendrillon                                            | 1970  | Roberto Sgrilli                                         | Charles Perrault                          | Michèle Le Gwen (A)        |
| 327    | Le Petit Âne                                          | 1970  | Tibor Gergely                                           | Alice Lunt                                |                            |
| 328    | Le Vilain Petit Canard                                | 1970  | Roberto Sgrilli                                         | Hans Christian Andersen                   |                            |
| 329    | Quelle aventure !                                     | 1970  | Elisabeth Brozowska                                     | Elisabeth Brozowska                       |                            |
| 330    | Le Petit Livre des chiens                             | 1970  | Tibor Gergely                                           | Nita Jones                                | Aimé Gabillon (T)          |
| 331    | Rémi et sa ménagerie                                  | 1970  | Aurelius Battaglia                                      | Jane Werner Watson                        |                            |
| 332    | Pim le poney                                          | ?     | Dower Wilson                                            | Blanche Chenery Perrin                    |                            |
| 333    | Le Plus Elégant des petits Lapins                     | ?     | Jan Pfloog                                              | J. Braddock                               |                            |
| 334    | Demain je serai grand                                 | ?     | Ilse-Margret Vogel                                      | ?                                         | Michèle Le Gwen (T)        |
| 335    | Pauvre Emilie !                                       | ?     | Tibor Gergely                                           | Tibor Gergely                             | Michèle Le Gwen (T)        |
| 336    | Le Caneton vagabond                                   | ?     | Alice et Martin Provensen                               | Jane Werner Watson                        |                            |
| 337    | Yip-Yip, chien de garde                               | 1974  | Tibor Gergely                                           | Katherine et Byron Jackson                |                            |
| 338    | Les Images et les Mots                                | ?     | Charles Clément                                         | ?                                         |                            |
| 339    | Jeannot lapin                                         | ?     | Richard Scarry                                          | Patricia M. Scarry                        |                            |
| 340    | Qui habite à la ferme ?                               | ?     | Richard Scarry                                          | Jan Pfloog                                |                            |
| 341    | La Découverte du petit lapin                          | ?     | Lilian Obligado                                         | Margaret Wise Brown                       |                            |
| 342    | Le Petit Chaperon rouge                               | ?     | Evelyn Swetnam                                          | Jacob et Wilhelm Grimm                    |                            |
| 343    | Minou le chaton                                       | ?     | Alice et Martin Provensen                               | Katherine et Byron Jackson                |                            |
| 344    | La souris des villes et la souris des champs          | ?     | Richard Scarry                                          | Patricia M. Scarry (d'après Esope)        |                            |
| 345    | Histoires de bêtes                                    | ?     | Garth Williams                                          | Jane Werner Watson                        |                            |
| 346    | Le Secret du castor                                   | ?     | Richard Scarry                                          | Patricia M. Scarry                        |                            |
| 347    | L'Ours brun                                           | ?     | Gustaf Tenggren                                         | Georges Duplaix                           |                            |
| 348    | Grison, le petit âne                                  | 1975  | Dorian et Marion Henderson                              | Arensa Sondergaard, Mary-Maud Reed        |                            |
| 349    | Le Petit Indien                                       | 1975  | Léonard Weisgard                                        | Charlotte Zolotow                         | Aimé Gabillon (T)          |
| 350    | Fables                                                | 1975  | Steven Medvey                                           | Jean de La Fontaine                       |                            |
| 351    | Chocolat s'amuse                                      | 1975  | Sue d'Avignon                                           | May Justus                                |                            |
| 352    | Hou-hou ! cachons-nous !                              | 1975  | Dower Wilson                                            | Eileen Daly                               | Micheline (T)              |
| 353    | Bonjour, docteur !                                    | 1975  | Richard Scarry                                          | Jean Hortense Seligmann, Milton I. Levine |                            |
| 354    | Le Roi Barbe de grive, les sept corbeaux              | 1975  | Gerti Mauser-Lichtl                                     | Jacob et Wilhelm Grimm                    | Michèle Le Gwen (A)        |
| 355    | Aigle Intrépide                                       | 1975  | Si Vanderlaan                                           | Charles Spain Verral                      |                            |
| 356    | Le Petit Esquimau                                     | 1975  | Léonard Weisgard                                        | Katherine Jackson                         |                            |
| 357    | Couac le canard et ses amis                           | 1975  | Richard Scarry                                          | Katherine et Byron Jackson                |                            |
| 358    | La Petite Poucette                                    | 1975  | Roberto Sgrilli                                         | Hans Christian Andersen                   | Michèle Le Gwen (A)        |
| 359    | Pouce poussin                                         | 1975  | Richard Scarry                                          | Vivienne Benstead                         | Michèle Le Gwen (T)        |
| 360    | La Petite Fille aux allumettes                        | 1975  | Rudym                                                   | Hans Christian Andersen                   | Michèle Le Gwen (A)        |
| 361    | La Flèche brisée                                      | 1975  | Mel Crawford                                            | Charles Spain Verral                      |                            |
| 362    | Trois braves petits boucs                             | 1975  | Richard Scarry                                          | Marian Potter                             |                            |
| 363    | Découvrons les couleurs                               | 1975  | Eva Wenzel-Bürger                                       | H. Hall                                   | Michèle Le Gwen (T)        |
| 364    | Les Aventures du petit Indien                         | 1975  | Richard Scarry                                          | Margaret Wise Brown                       | Aimé Gabillon (T)          |
| 365    | L'Écureuil et le corbeau                              | 1975  | B. Cobrigan                                             | Jean de La Fontaine                       | R. Stempel (A)             |
| 366    | Bimbo le petit Africain                               | 1975  | Susi Weigel                                             | Mira Lobe                                 |                            |
| 367    | Qui a vu le gardien ?                                 | 1975  | Art Seiden                                              | Mabel Watts                               |                            |
| 368    | Histoire d'un lapin gris                              | 1975  | Bernice Myers                                           | Revena                                    |                            |
| 369    | Ne parlez pas aux inconnus !                          | 1975  | George Buckett                                          | Irma Joyce                                | Michèle Le Gwen (T)        |
| 370    | Jouons avec les couleurs                              | 1975  | Y. Fitch                                                | Esther Burns Wilkin                       | Michèle Le Gwen (T)        |
| 371    | Autour de la colline                                  | 1975  | Bernice Myers                                           |                                           | Michèle Le Gwen (T)        |
| 372    | Le Chien de la mère Gaspard                           | 1975  | Aurelius Battaglia                                      | Micheline                                 |                            |
| 373    | Avant d'aller dormir…                                 | 1975  | Ruth Ruhman                                             | Robert Louis Stevenson                    | Michèle Le Gwen (A)        |
| 374    | Poésies                                               | 1975  | Sally Tate                                              | Sally Tate                                |                            |
| 375    | Une maison pour un chaton                             | 1975  | Lilian Obligado                                         | Diane Fox Downs                           | ?                          |
| 376    | Le Petit Chien noir                                   | 1975  | Lilian Obligado                                         | Charlotte Zolotow                         |                            |
| 377    | Jonglez avec moi !                                    | 1975  | Ilse Margret Vogel                                      | Ilse Margret Vogel                        | Michèle Le Gwen (T)        |
| 378    | La Maison minute                                      | 1975  | Judy Stang                                              | Evelyn Swetnam                            | Michèle Le Gwen (T)        |
| 379    | Si j'étais un oiseau                                  | 1975  | Rofry                                                   | Renée Bartkowki                           | Michèle Le Gwen (T)        |
| 380    | Moi, j'aime l'école !                                 | ?1975 | Aliki                                                   | Jean Cowder Soule                         | Michèle Le Gwen (T)        |
| 381    | Bien trop petit, mon ami !                            | 1975  | Franck Anders                                           | Franck Anders, Eileen Daly                | Michèle Le Gwen (T)        |
| 382    | Devinez … qui ? Devinez ... quoi ?                    | 1975  | Aliki                                                   | Marjory Schwalje                          | Michèle Le Gwen (T)        |
| 383    | La Cachette de Mistigrette                            | 1975  | Florence Sarah Winship                                  | Mabel Watts                               | Michèle Le Gwen (T)        |
| 384    | Le Chat Carillon                                      | 1975  | Harold Benson                                           | Leland B. Jacobs                          | Michèle Le Gwen (T)        |
| 385    | Tom et Jerry rencontrent petit Couac                  | 1975  | Harvey Eisenberg, Don Mac Laughlin                      | M.G.M. Cartoons                           | Michèle Le Gwen (T)        |
| 386    | Bugs Bunny et la machine à carottes                   | 1975  | Warner Bros. Cartoons, A. Strobl, Bob Totten            | Clark Carlisle                            | Michèle Le Gwen (T)        |
| 387    | Entrez dans ma maison                                 | 1975  | Y. Fitch                                                | Jean Fielder                              | Michèle Le Gwen (T)        |
| 388    | Les Fruits de mon jardin                              | 1975  | S. Nagel (Ill), J. Conklin (Ph)                         | D. Hogstrom                               | Michèle Le Gwen (T)        |
| 389    | L'Éléphant à roulettes                                | 1975  | Jerry Scott, Ted Schroeder                              | Alida Mac Kay Thacher                     | Michèle Le Gwen (T)        |
| 390    | Le Papillon de Jérémie                                | 1975  | Judy Stang                                              | Judy Stang                                | Michèle Le Gwen (T)        |
| 391    | La Reine et le Marmiton                               | 1976  | Olindo Giacomini                                        | Joan Chase Bacon                          | Michèle Le Gwen (T)        |
| 392    | Princesse et Grisette                                 | ?     | Tom O'Sullivan                                          | Betty Ren Wright                          | Michèle Le Gwen (T)        |
| 393    | Allons dormir !                                       | 1977  | Mel Crawford                                            | Peggy Parisch                             | Michèle Le Gwen (T)        |
| 394    | Le Lion, le Singe et les Petits Lapins                | 1977  | Milli Jancar                                            | Mary Carey                                | Michèle Le Gwen (T)        |
| 395    | Pouf-Patapouf et ses amis                             | 1977  | Jean Neely, Peter Alvaro                                | Adélaïde Holl                             | Michèle Le Gwen (T)        |
| 396    | Le Grand Voyage du petit lapin fantaisiste            | 1977  | Alex C. Miclat                                          | Adélaïde Holl                             | Michèle Le Gwen (T)        |
| 397    | Yogi fête Noël                                        | 1977  | Sylvia et Burnett Mattinson                             | Hanna Barbera, S. Quentin                 |                            |
| 398    | Roquet Belles-Oreilles et ses amis                    | 1977  | Hanna Barbera, Ben de Nunez, Bob Totten                 | P. Cherr                                  |                            |
| 399    | L'Aventure de Pixie et Dixie et Mr. Jinks             | 1977  | William Hanna, Joseph Barbera, John Carey, Jan Neely    | Mary Windler Benson                       |                            |
| 400    | Cendrine et Yogi                                      | 1977  | Harvey Eisenberg, Milli Jancar                          | J. Klinordlinger                          |                            |

## Éditions Cocorico
La maison des Éditions Cocorico est un éditeur de livres pour enfants fondé en 1949 par Georges Duplaix et Frédéric Richshöffer, puis remplacé en 1955 par la maison d’édition des Deux coqs d'or. Elles ont intégré le groupe Hachette en 1991.

## L'engagement de la littérature
En citant Benoît Denis (qui définit la fin de la Deuxième Guerre mondiale comme un moment dogmatique) : « toute œuvre littéraire est à quelques degrés engagée, au sens où elle propose une certaine vision du monde et qu'elle donne forme et sens au réel » , surtout lorsqu'on parle d'un produit de masse vendu au coin de rue et qui trouve sa place dans chaque foyer entre 1949 et 1965. Cette situation va transformer l'album jeunesse en un subtil terrain d'affrontement culturel pour la guerre froide.
La collection Les petits livres d'or devient une célébration continue de la réussite individuelle dans un monde en harmonie qui repousse les horreurs de la guerre avec une concentration sur l'égo du personnage, qui arrête d'être le représentant d'une classe sociale.

## L'album jeunesse dans la guerre froide
Dans l'étude de l'histoire, à travers le filtre littéraire, l'édition jeunesse est souvent mise à l'écart. Rien de plus erroné si l'on prend le cas de Les Petits Lives D'Or dans la société française des années 1950.